# Arabia Saudita
Arabia Saudita o Arabia Saudí, oficialmente Reino de Arabia Saudita o Reino de Arabia Saudí (en árabe: المملكة العربية السعودية‎, al-Mamlaka al-ʿarabīya as-saʿūdīya), es un país de Asia Occidental, ubicado en la península arábiga —Oriente Próximo—, cuya forma de gobierno es la monarquía absoluta. Su capital y ciudad más poblada es Riad.
Limita con Jordania por el noroeste, con Irak por el noreste, con Kuwait, Emiratos Árabes Unidos, Catar y el golfo Pérsico por el este, con el mar Rojo por el oeste, y con Omán y Yemen por el sur, además de estar conectado con Baréin, a través de la calzada del Rey Fahd. El país posee 2 149 690 km² de superficie, y contaba con una población de más de 29 millones de habitantes en 2012. Su preponderancia en la exportación mundial de petróleo la ha convertido en una de las veinte economías más grandes del planeta. Es también denominada como «la tierra de las mezquitas sagradas» en referencia a la Gran Mezquita en La Meca y la Mezquita del Profeta en Medina, los dos lugares más sagrados del islam, a los cuales les está estrictamente prohibido el acceso a los no musulmanes.
La Casa de Saúd dio lugar al primer Estado saudita, el Emirato de Diriyah, que más tarde se derrumbó en la guerra otomano-wahabi entre 1811 y 1818 y el segundo Estado saudita, el Emirato de Néyed, que duró de 1824 a 1891. La monarquía moderna fue fundada por Abdulaziz bin Saúd, quien realizó unas conquistas que iniciaron la unificación en 1902 con la toma de Riad, actual capital del país. El Estado saudita moderno comenzó en 1932 y el gobierno ha sido una monarquía absoluta y una teocracia desde sus comienzos, basada en una aplicación extremista de los principios del islam. Hoy en día representa una de las últimas seis monarquías absolutas del mundo. Se ha llamado al movimiento religioso wahabismo, dentro del sunismo, «el rasgo predominante de la cultura saudita». El reino en su política interior sigue estrictamente los preceptos islámicos, con una de las más rigurosas interpretaciones de la sharia o ley islámica.
Se descubrió petróleo en 1938, convirtiendo a Arabia Saudita en uno de los mayores productores y exportadores del mundo, con unas reservas probadas solo superadas por las de Venezuela. El reino es un país de ingresos altos con un alto índice de desarrollo humano, y es el único país árabe que forma parte del Grupo de los 20. Sin embargo, la economía de Arabia Saudita es la menos diversificada de las presentes en el Consejo de Cooperación para los Estados Árabes del Golfo.
La mayor parte de los derechos humanos y libertades fundamentales están seriamente restringidos en el país. Por ejemplo, los actos homosexuales son condenados habitualmente con la muerte, hasta junio de 2018 las mujeres no podían conducir vehículos y el derecho al sufragio femenino no se reconoció hasta el año 2011. A pesar de los últimos avances, los más importantes grupos de derechos humanos como Amnistía Internacional y Human Rights Watch denuncian constantemente la falta de protección a los derechos humanos en el reino.
En el plano internacional, a pesar de ser un país donde el islam se aplica rigurosamente, mantiene relaciones tensas con otros países musulmanes como Siria o Irán, entre otros. Además, la monarquía saudita es un aliado vital tanto militar como petrolero de la Unión Europea, Japón y, especialmente, Estados Unidos. En enero de 2016 rompió sus relaciones diplomáticas con Irán después de las protestas de ese país por la ejecución del clérigo chií Nimr Baqr al-Nimr.

## Etimología
Tras la unificación de los reinos del Hiyaz y del Nechd, el nuevo reino unificado fue denominado: al-Mamlakah al-'Arabiyah as-Suūdīyah; transliteración del árabe المملكة العربية السعودية,«El Reino de Arabia Saudita», literalmente, "Reino Árabe de los Sauditas".- El nuevo nombre entró en vigor el 23 de septiembre de 1932 por un Real Decreto emitido por el fundador del reino; Abdulaziz bin Saúd, de la Casa de Saúd, la cual sigue rigiendo al país. Por ello, Arabia Saudita y Liechtenstein son los dos únicos estados cuyo nombre alude a la familia reinante.
Este nombre puede traducirse al español como «Arabia Saudita» o bien como «Arabia Saudí», según el uso local; en Hispanoamérica se prefiere el primer término, mientras que en España es más usado el segundo, pero ambas formas son correctas.
El adjetivo saudita o saudí es del tipo conocido en árabe como nisba, es decir un gentilicio, y deriva de la reinante Casa de Saúd (en árabe: آل سعود‎), dado que el país se considera una posesión personal de la dinastía. El origen de la casa de Saúd se remonta a Saúd ibn Muhámmad ibn Muqrin (fallecido en 1725) cuyo nombre, común en el ámbito musulmán, significa «feliz» o «afortunado».
En cuanto a Arabia, y árabe su etnónimo, se trata de una antigua palabra semítica, mencionada por primera vez en un texto asirio del s. IX a. C. donde se aplica a un tal Gindibu. La indicación más antigua de árabe como un pueblo con su propio estado es una inscripción árabe, con el alfabeto nabateo, de 328, que se refiere a Imru 'al-Qays ibn' Amr como 'Rey de todos los árabes'.
La raíz trilítera «arab» es ʿ-r-b, la cual puede ser interpretada de diferentes maneras:
- En relación con el hebreo'ʿarav,' ערב, el asirio ġ-r-b y el árabe al-gharb, الغرب, significa «oeste» (la misma etimologìa de Algarve),.
- En referencia al árabe ʾiʿrāb, إِﻋْﺮَاب, «forma de hablar clara»
- De la palabra árabe'ʾaʿrāb, أعراب, «nómada».
- Del hebreo Aravah עֲרָבָה, ' desierto.
- Vinculada al hebreo erev, עֶ֣רֶב, que quiere decir «mezcla». En el s. IX d. C., el lexicógrafo Ibn al-Nadim, derivó la palabra «árabe» de un juego de palabras arameo: Abraham se dirige a Ismael y lo llama uʿrub, del siríaco ʿrob, «mezclado» por su origen hebreo y egipcio.
- Como una forma del hebreoʿarov, עֹרְבֵ֣י, «intercambiar», con el sentido de «comerciante».
- Por medio del hebreo ʿorvim, עֹרְבִ֣ים, «cuervos».

En la terminología islámica antigua, ʿarab, عرب se refiere a los árabes sedentarios y ʾaʿrāb, أعراب, a los beduinos.

## Historia

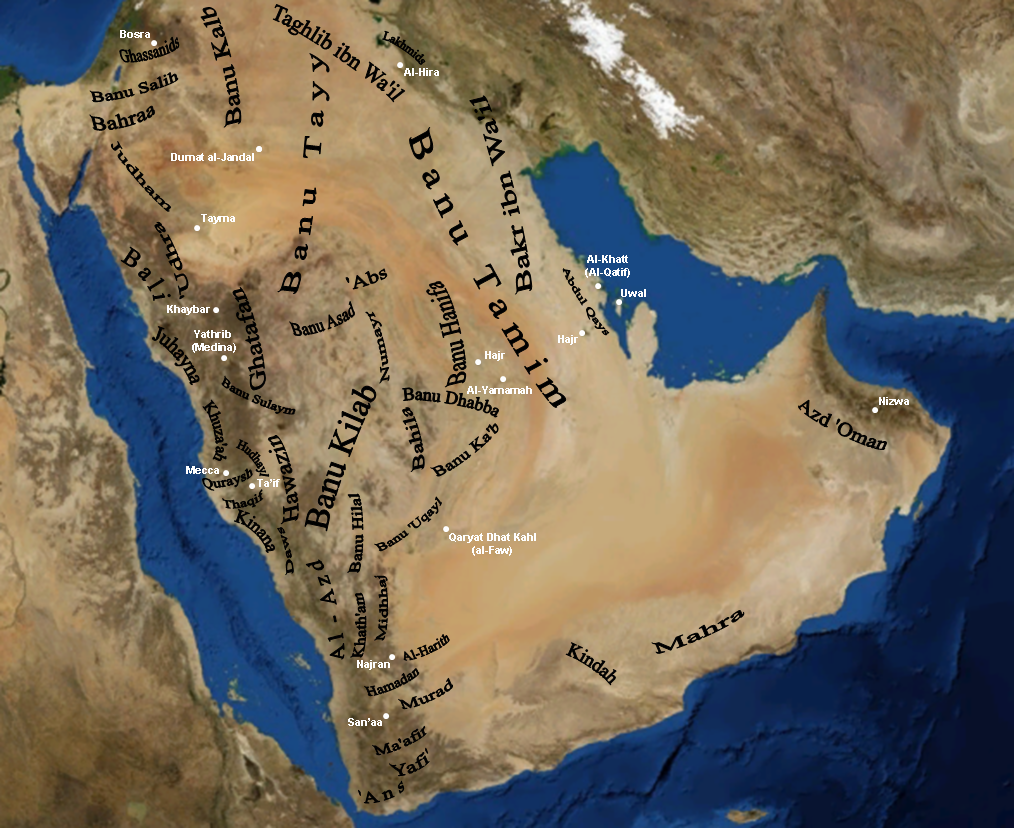
Localización aproximada de algunas tribus árabes de la península arábiga en los albores del islam. Las ciudades aparecen indicadas en blanco.

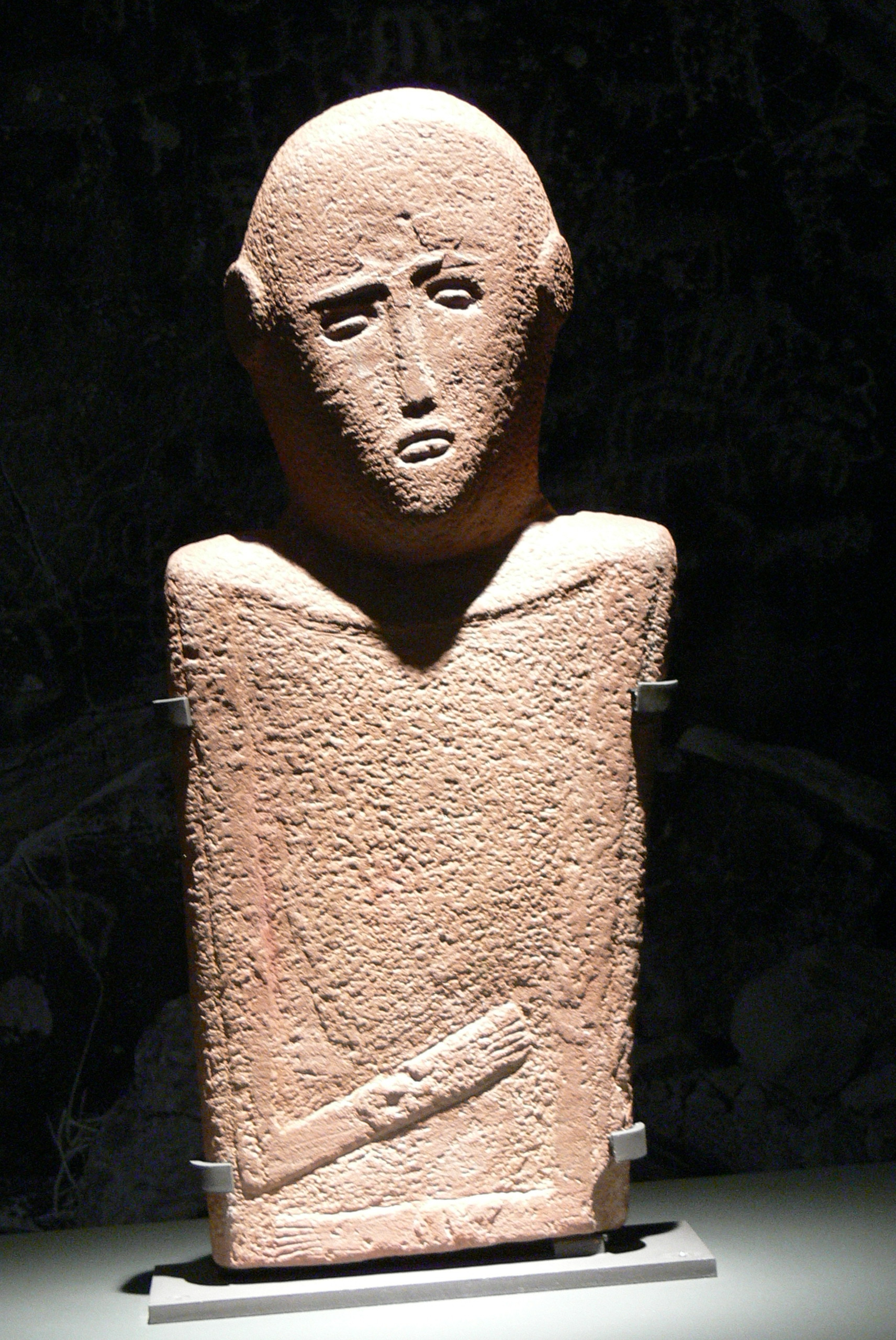
Estela antropomórfica (IV milenio a. C.), arenisca, 57x27 cm, de El-Maakir-Qaryat al-Kaafa (Museo Nacional, Riad).

En la época preislámica, aparte de un pequeño número de asentamientos urbanos comerciales, como La Meca y Medina, ubicadas en Hiyaz (poniente arábigo), la mayoría de lo que actualmente es Arabia Saudita estaba habitada por sociedades tribales nómadas o cubierta de desiertos inhabitables. El profeta del islam, Mahoma, nació en La Meca cerca del año 570. A inicios del s. VII d. C., Mahoma unió a las tribus de Arabia y creó un único sistema de gobierno religioso islámico. Tras su muerte en el 632, sus seguidores rápidamente expandieron el territorio bajo el mandato musulmán más allá de la península, conquistando una vastedad de territorios (desde Iberia hasta la India) en cuestión de décadas. Así, Arabia pronto se convirtió en una región periférica del mundo islámico a medida que el foco se centró en las tierras conquistadas más desarrolladas. Desde el siglo X hasta inicios del siglo XX, La Meca y Medina estuvieron bajo el control de un regente árabe local conocido como el Jerife de La Meca, pero la mayor parte de esos tiempos el Jerife debía obediencia al gobernante de uno de los mayores imperios islámicos con base en Bagdad, El Cairo o Estambul. La mayoría de los demás territorios de lo que hoy es Arabia Saudita regresó a la estructura tribal tradicional.
En el siglo XVI, los otomanos sumaron las costas del mar Rojo y del golfo Pérsico (la región del Hiyaz, Asir y Al-Hasa) a su Imperio, reclamando soberanía sobre las tierras del interior. El grado de control sobre estos territorios varió a lo largo de los siguientes cuatro siglos de acuerdo a las fluctuaciones de fortaleza y debilidad de la autoridad central del imperio. En 1744, un emir local, Muhámmad bin Saúd, unió fuerzas con un reformador islámico, Muhammad ibn Abd-al-Wahhab, creador de la secta religiosa del wahabismo, para crear una nueva entidad política, el emirato de Diriyah. Este primer Estado saudí se estableció alrededor de Riad, y se expandió rápidamente hasta controlar en poco tiempo la mayor parte del actual territorio de Arabia Saudita. Terminado el primer estado en la Guerra otomano-wahabi entre 1811 y 1818, el Emirato de Nechd se estableció como el segundo estado saudita entre 1824 y 1891.

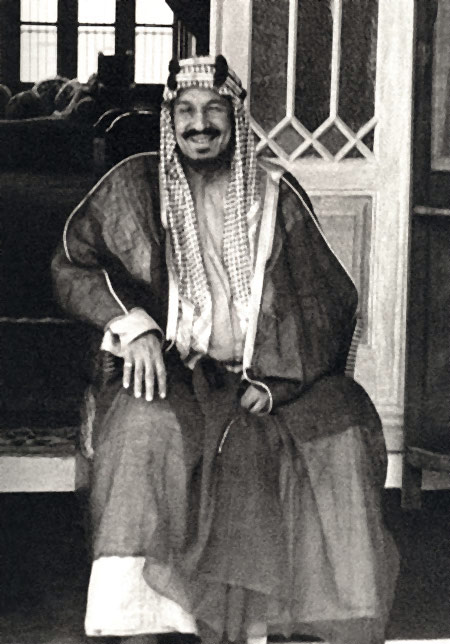
Abdulaziz bin Saúd, primer rey de Arabia Saudita.

El moderno Estado saudita fue fundado tras la unificación de Arabia Saudita por el último rey Abdulaziz bin Saúd. En 1902 fue conquistada Riad, la capital ancestral de la dinastía Al Saúd, de la familia rival Al Rashid. Continuando sus conquistas, Abdulaziz subyugó Al-Hasa, Al-Qatif, el resto del Nechd e Hiyaz entre 1913 y 1926. El 8 de enero de 1926, Abdulaziz bin Saúd se convirtió en el rey de Hiyaz. El 29 de enero de 1927 tomó el título de rey de Nejd (el título anterior de Néyed fue el del Sultanato del Néyed). Mediante el Tratado de Yida, firmado el 20 de mayo de 1927, el Reino Unido reconoció la independencia del reino de Abdulaziz (entonces conocido como el reino del Nejd y del Hiyaz). En 1932, estas regiones se unificaron en el actual Reino de Arabia Saudita.
El descubrimiento de petróleo en marzo de 1938 transformó económicamente al país de manera excepcional, y desde entonces ha dado al reino gran legitimidad en los años. El rey Faisal fue asesinado por su sobrino el 25 de marzo de 1975 y le sucedió Jalid. Hoy, Arabia Saudita mantiene una intensa relación económica con muchas naciones occidentales gracias a los recursos petrolíferos que posee. Arabia Saudita se integró a la Organización de las Naciones Unidas en 1945 y es miembro fundador de la Liga Árabe, el Consejo de Cooperación para los Estados Árabes del Golfo, la Liga Mundial Islámica, la OPEP y la Organización de la Conferencia Islámica (actual Organización para la Cooperación Islámica). Juega un rol prominente en el Fondo Monetario Internacional y el Banco Mundial, y en 2005 se unió a la Organización Mundial de Comercio.

## Gobierno y política

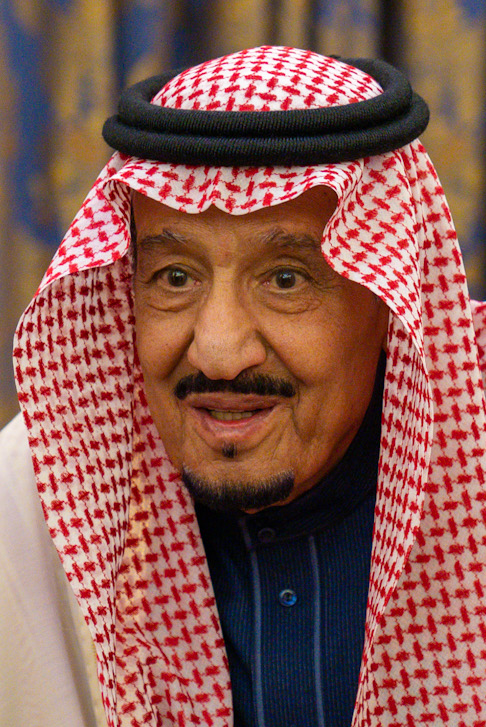
Salmán bin Abdulaziz, actual rey de Arabia Saudita

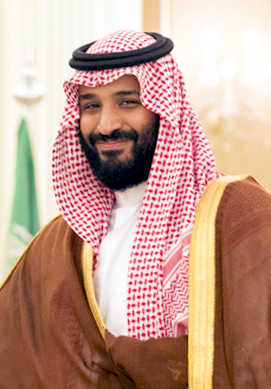
Mohamed bin Salmán "MBS" es el príncipe heredero de Arabia Saudita.

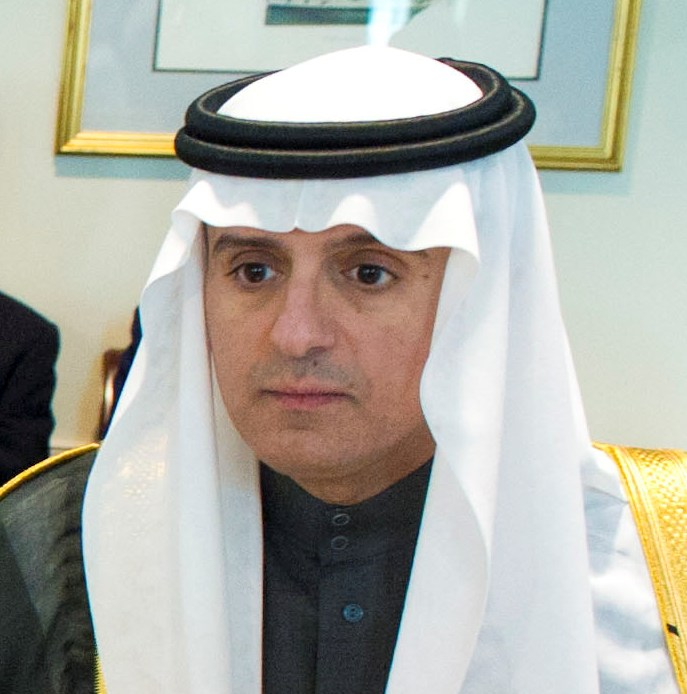
Adel al Jubeir es la primera persona en ser Ministro de Relaciones Exteriores, desde abril de 2015, sin pertenecer a la Casa de Saúd.

El sistema político de Arabia Saudita es la monarquía absoluta, es decir, que el rey concentra toda la autoridad, teniendo bajo su control el poder legislativo, ejecutivo y judicial. De acuerdo con la Ley Básica de Arabia Saudita, que fue adoptada en 1992 a través del Real Decreto, el poder del gobernador está limitado por la ley islámica (más conocida como la sharia) y el Corán. Este último, junto con la Sunna, forman la constitución nacional. Además, Arabia Saudita sigue siendo el único país musulmán que jamás ha celebrado unas elecciones. No existen los partidos políticos y según el diario The Economist, se afirmó en 2010 que Arabia Saudita era el séptimo mayor gobierno autoritario de los 167 países estudiados. También cabe decir que el sistema político del país está muy relacionado con el wahabismo.
El sistema legal está dividido en dos partes. El primero es el Consejo de la Shura formado por 150 miembros estudiosos y personas con experiencia que el rey selecciona, y el segundo es el Gabinete de Ministros, con un perfil más político, donde se reúnen los ministros, todos ellos miembros masculinos de la familia real. Este órgano tiene el fin de poder discutir o debatir con el rey los castigos que se deben aplicar a las personas que cometen delitos.
Otro aspecto del gobierno por el que el país es famoso y ha recibido muchos reclamos y polémicas por parte de muchas organizaciones internacionales es el trato hacia las mujeres, ya que no tienen permiso de salir de sus casas, utilizar el transporte público o viajar sin la autorización de su marido o familiar.
También es uno de los países que más aplica la pena de muerte en el mundo, incluyendo a los menores de edad. Principalmente, se aplican por violación, tráfico de drogas, o la homosexualidad. Todas estas restricciones políticas hacen que el país sea considerado como un Estado «no libre».
Tanto el gobierno como la familia real han sido acusados de corrupción durante muchos años. En un país del que se dice que pertenece a la familia real y que recibe su nombre de ella, se desdibuja la línea entre los bienes del Estado y la fortuna personal de los príncipes dominantes. En una entrevista que le realizaron en 2001, el príncipe Bandar bin Sultán (uno de los principales miembros de la familia), reconoció y defendió la existencia de corrupción, descrita como sistémica y endémica. Aunque las denuncias de este tipo se limitan a menudo a acusaciones sin detalles ni pruebas documentadas. En 2007 hubo una denuncia concreta según la cual la contratista británica «BAE Systems» habría pagado al príncipe Bandar 2 000 millones de dólares en relación con el acuerdo de venta de armas de Al-Yamamah, pero Bandar negó las imputaciones. Las investigaciones de las autoridades británicas y estadounidenses resultaron en un acuerdo en 2010 por el cual la compañía pagó una multa de más de 445 millones de dólares pero sin admitir la acusación de soborno. De hecho, en el Índice de Percepción de Corrupción realizado en 2010 por «Transparency International», Arabia Saudita recibió una puntuación de 4,7 en una escala de 0 a 10, donde 0 denota una alta corrupción y 10 significa un alto grado de transparencia.
En las elecciones del 2015, las mujeres votaron por primera vez en Arabia Saudita.
En las elecciones se inscribieron 130.600 mujeres en las listas electorales que podrán ser electoras y candidatas políticas, miembros del Consejo de la Shura el órgano que se ocupa de asesorar a la monarquía.
En septiembre de 2024, el rey Salmán emitió un decreto renovando el Consejo de la Shura por un periodo de cuatro años (hasta 2028), e incorporó 19 nuevas mujeres, lo que mantiene la representación femenina en el 20 % de los 150 escaños (es decir, 30 mujeres en total). 

### Relaciones exteriores

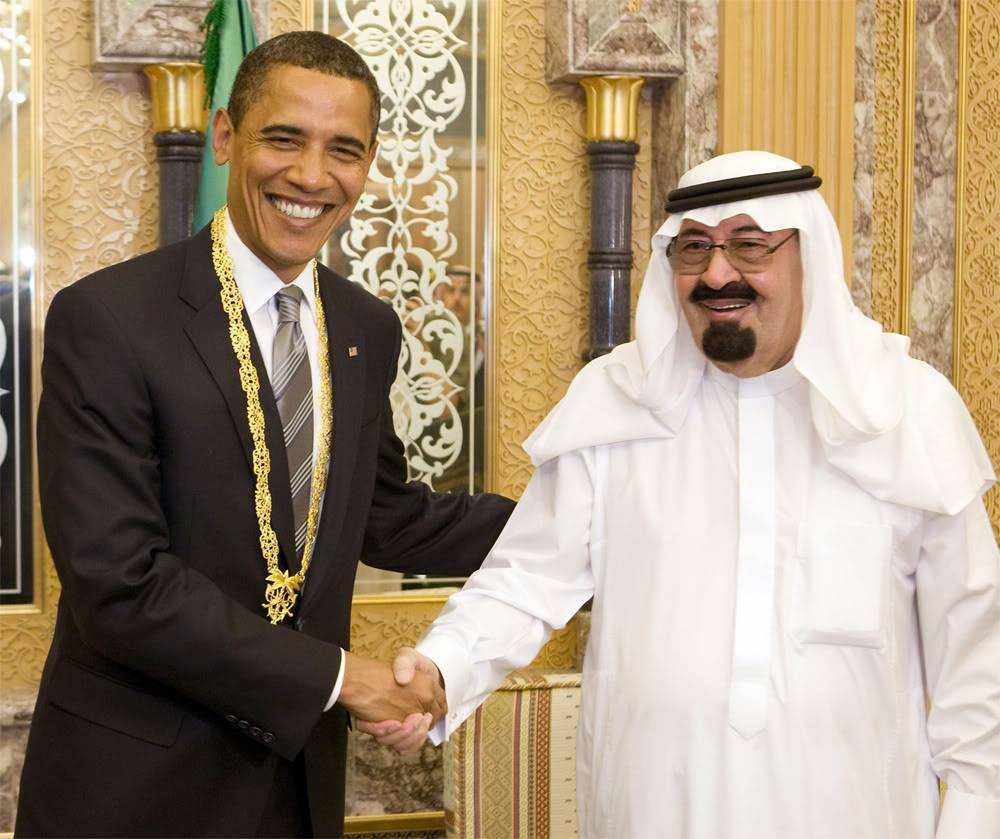
El expresidente de Estados Unidos, Barack Obama y el rey Abdalá bin Abdulaziz, 6 de julio de 2014

Arabia Saudita es miembro de la Organización de las Naciones Unidas (ONU), de la Organización de Países Exportadores de Petróleo (OPEP), de la Liga Árabe (LA) y del Grupo de los Veinte (G-20), principalmente. En menor medida es del Movimiento de Países No Alineados, de la Organización Mundial del Comercio (OMC), del Fondo Monetario Internacional (FMI) así como del Banco Mundial. Las relaciones con Oriente Medio nunca han sido calificadas como «buenas», debido a que a lo largo de la historia han tenido muchas disputas territoriales entre los países. También poco a poco se han ido estableciendo relaciones con el Extremo Oriente, especialmente con la República Popular China y con Japón —con este último por sus acuerdos de comercio de petróleo, especialmente—. En menor medida, mantiene pequeñas cooperaciones con la India.
Gracias a su posición estratégica, Estados Unidos comenzó sus relaciones diplomáticas con este país en 1940. A medida que han pasado los años sus relaciones han ido mejorando gracias a su coincidencia con la seguridad nacional y la paz en la zona, pero sobre todo por las exportaciones e importaciones petrolíferas, que convierten a Arabia Saudita en un socio estratégico para Estados Unidos. Las buenas relaciones con Estados Unidos le han permitido convertirse en un gran aliado de Occidente y que su régimen tenga la aprobación de los organismos internacionales, a pesar de su condición de país dictatorial. En cuanto a las cooperaciones con el resto del continente americano, mantiene relaciones principalmente con Argentina, Brasil, Canadá, Chile, México y Venezuela.
En cuanto a la Unión Europea (UE), sus actos de cooperación están basados principalmente, en la lucha por la finalización de las guerras y disputas que acaparan muchos países de la Asia islámica. Prácticamente, en los últimos tiempos en el país islámico donde está más centrado es en Siria, debido a la guerra civil que lo asola desde principios de 2011. Para mayor representación internacional, mantiene embajadas y consulados en la mayoría de los países.

### Fuerzas armadas

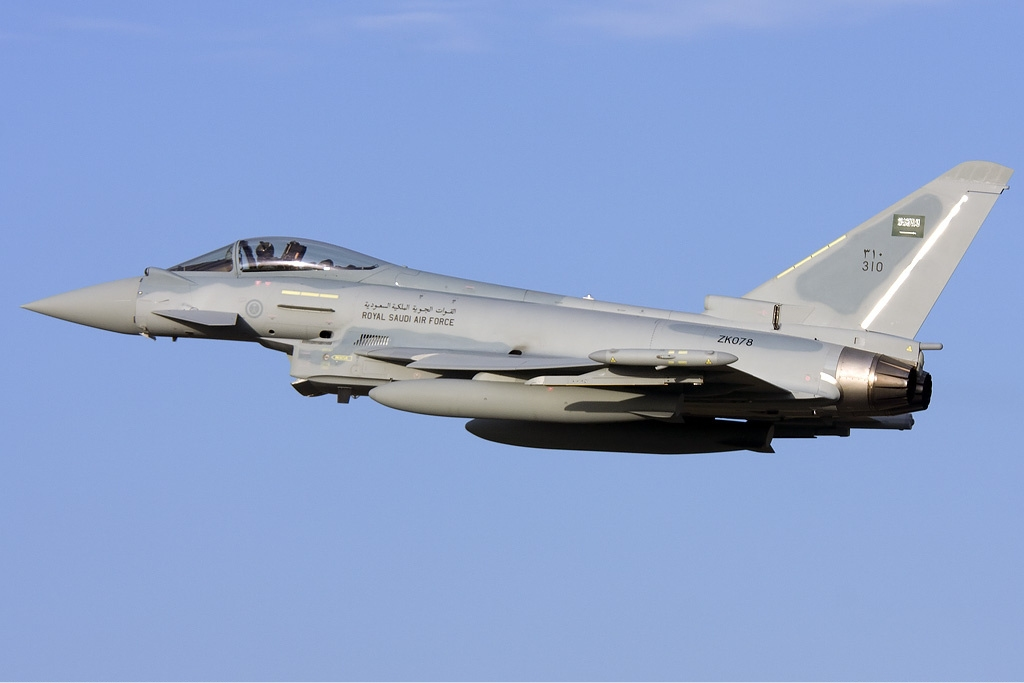
Caza de combate Eurofighter Typhoon de la Real Fuerza Aérea Saudita.

Las Fuerzas Armadas de Arabia Saudita están compuestas por la Real Fuerza Aérea Saudita, la Real Armada Saudita y el Real Ejército Saudita. Respectivamente, están formadas por 58.000, 34.000 y 41.000 efectivos. Para su mantenimiento, el gobierno utiliza el 10 % de su PIB, el tercero que más gasta del mundo en servicios militares, así como un contrato de más de 105 000 personas que llevan el control de las maquinarias. Para la seguridad nacional, existe una fuerza aérea aparte especial —denominada en inglés como «Royal Saudi Air Defense Forces» y posee un personal de más de 4000 hombres— y la guardia nacional —conocida como «SANG» de la contracción en inglés de «Saudi Arabia National Guard» y cuenta con un personal de 75 000 soldados activos—. La guardia nacional está dividida en unidades especializadas, y son la guardia costera y la fronteriza. Por otra parte, al cumplir los dieciocho años hay que hacer un curso del ejército obligatorio.
La mayoría de las máquinas que tiene son de fabricación extranjera, especialmente de Estados Unidos, Francia y el Reino Unido. Estados Unidos es con diferencia su principal proveedor de armas; solo en el año 2013, Arabia Saudita cerró con Estados Unidos un contrato de armas por valor de 60 000 millones de dólares a quince años, la mayor venta de armas a un solo país en la historia hasta ese momento. Es miembro de una de las organizaciones militares más importantes: el Consejo de Cooperación para los Estados Árabes del Golfo (GCC) y mantiene relaciones militares con la potencia americana desde que se establecieron las cooperaciones entre ambos países. También cabe destacar que existe un Código de Justicia Militar, que sirve para aplicar los castigos a los militares que han desobedecido la orden del superior. Este código es aplicable a todos los miembros, incluidos los retirados, y los castigos pueden llegar hasta la ejecución, según el grado del problema causado.

### Derechos humanos
En materia de derechos humanos, respecto a la pertenencia a los siete organismos de la Carta Internacional de Derechos Humanos, que incluyen al Comité de Derechos Humanos (HRC), Arabia Saudita ha firmado o ratificado:
| Arabia Saudita | Tratados internacionales  | Tratados internacionales | Tratados internacionales  | Tratados internacionales  | Tratados internacionales  | Tratados internacionales | Tratados internacionales | Tratados internacionales | Tratados internacionales  | Tratados internacionales | Tratados internacionales | Tratados internacionales | Tratados internacionales  | Tratados internacionales  | Tratados internacionales | Tratados internacionales  | Tratados internacionales | Tratados internacionales |
| --- | ------------------------- | ------------------------ | ------------------------- | ------------------------- | ------------------------- | --- | ------------------------ | ------------------------ | ------------------------- | --- | ------------------------ | --- | ------------------------- | ------------------------- | ------------------------ | ------------------------- | ------------------------ | ------------------------ |
| Arabia Saudita | CESCR                     | CESCR                    | CCPR                      | CCPR                      | CCPR                      | CERD | CED                      | CEDAW                    | CEDAW                     | CAT | CAT                      | CRC | CRC                       | CRC                       | CRC                      | MWC                       | CRPD                     | CRPD                     |
| Arabia Saudita | CESCR                     | CESCR-OP                 | CCPR                      | CCPR-OP1                  | CCPR-OP2-DP               | CERD | CED                      | CEDAW                    | CEDAW-OP                  | CAT | CAT-OP                   | CRC | CRC-OP-AC                 | CRC-OP-SC                 | CRC-OP-CP                | MWC                       | CRPD                     | CRPD-OP                  |
| Pertenencia | Ni firmado ni ratificado. | Sin información.         | Ni firmado ni ratificado. | Ni firmado ni ratificado. | Ni firmado ni ratificado. | Arabia Saudita ha reconocido la competencia de recibir y procesar comunicaciones individuales por parte de los órganos competentes. | Sin información.         | Firmado y ratificado.    | Ni firmado ni ratificado. | Arabia Saudita ha reconocido la competencia de recibir y procesar comunicaciones individuales por parte de los órganos competentes. | Sin información.         | Arabia Saudita ha reconocido la competencia de recibir y procesar comunicaciones individuales por parte de los órganos competentes. | Ni firmado ni ratificado. | Ni firmado ni ratificado. | Sin información.         | Ni firmado ni ratificado. | Firmado y ratificado.    | Firmado y ratificado.    |
| Firmado y ratificado, firmado, pero no ratificado, ni firmado ni ratificado, sin información, ha accedido a firmar y ratificar el órgano en cuestión, pero también reconoce la competencia de recibir y procesar comunicaciones individuales por parte de los órganos competentes. |                           |                          |                           |                           |                           | |                          |                          |                           | |                          | |                           |                           |                          |                           |                          |                          |

La legislación avala la pena de muerte. Entre enero de 1985 y junio de 2015 hubo 2208 ejecuciones por decapitación, la mayoría en público. En el año 2015, entre enero y septiembre, hubo 134 ejecuciones. Los motivos fueron desde el tráfico de drogas o el homicidio hasta la brujería, la apostasía o el adulterio y, en algunos casos, alcanza la sospecha y no son necesarias pruebas concluyentes.
No existe la libertad de expresión. Los disidentes políticos son perseguidos y encarcelados sin juicios justos, como Raif Badawi, bloguero sentenciado a diez años de cárcel y cien latigazos. Las mujeres carecen de derechos y padecen discriminación sistemática. También se castiga la homosexualidad o cualquier práctica sexual que la legislación no considere adecuada.

## Organización territorial
Arabia Saudita se encuentra dividida en 13 regiones —denominación árabe: manatiq idāriyya, en singular mintaqah idariyya—, y estas a su vez se subdividen en 118 gobernaciones —árabe: manatiq idāriyya—. Este número incluye las trece capitales de región, que tienen un estatus diferente como municipalidades —amanah— encabezadas por un alcalde —amin—. Las gobernaciones también están subdivididas en subgobernaciones —marakiz, en singular markaz—.
|    | N.º                | Región   | Capital | Superficie (km²) |
| -- | ------------------ | -------- | ------- | ---------------- |
|    |                    |          |         |                  |
| 1  | Yauf               | Sakaka   | 100 000 |                  |
| 2  | Frontera del Norte | Arar     | 112 000 |                  |
| 3  | Tabuk              | Tabuk    | 108 000 |                  |
| 4  | Hail               | Hail     | 104 000 |                  |
| 5  | Medina             | Medina   | 152 000 |                  |
| 6  | Casim              | Buraidá  | 65 000  |                  |
| 7  | La Meca            | La Meca  | 164 000 |                  |
| 8  | Riad               | Riad     | 412 000 |                  |
| 9  | Oriental           | Dammam   | 673 000 |                  |
| 10 | Baha               | Al Bahah | 15 000  |                  |
| 11 | Asir               | Abha     | 81 000  |                  |
| 12 | Jizán              | Jizán    | 12 000  |                  |
| 13 | Najrán             | Najrán   | 119 000 |                  |

## Geografía

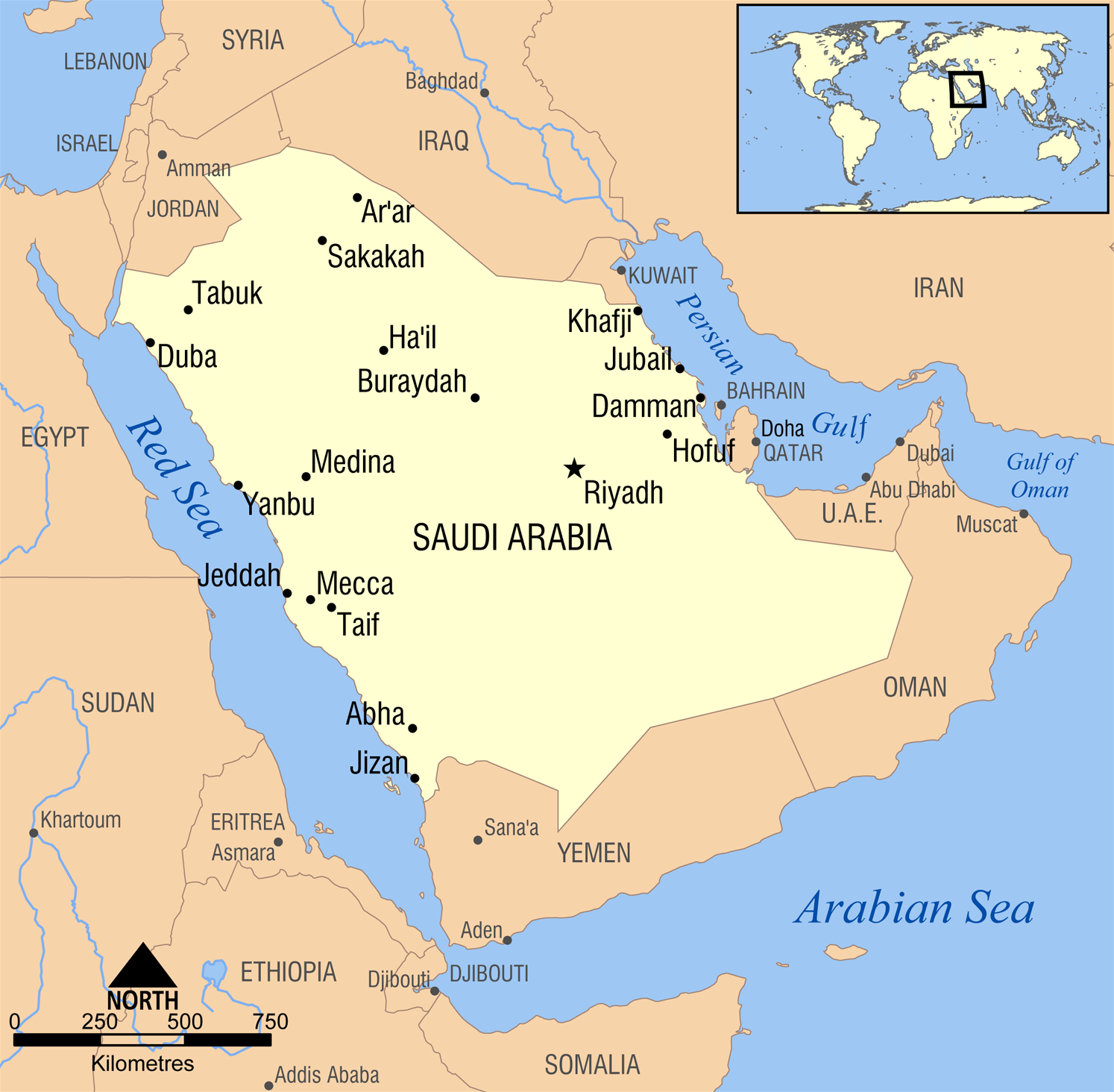
Mapa de Arabia Saudita.

El territorio de Arabia Saudita ocupa la mayor parte de la península arábiga, con una frontera terrestre de 4 272 km de longitud y un total de 2 640 km de línea costera. Limita con Jordania y con Irak por el norte, con Irak por el noreste, con Kuwait, Emiratos Árabes Unidos, Catar y el golfo Pérsico por el este, y con Omán y Yemen por el sur, con el mar Rojo por el oeste, y a escasos kilómetros a través del mar se encuentra Baréin (por el golfo Pérsico y conectado con este país a través de la calzada del Rey Fahd) y Egipto (por el mar Rojo). Con una superficie de 2 149 690 km², es el decimotercer país más grande del mundo, justo por delante de México y un puesto por detrás de Groenlandia.

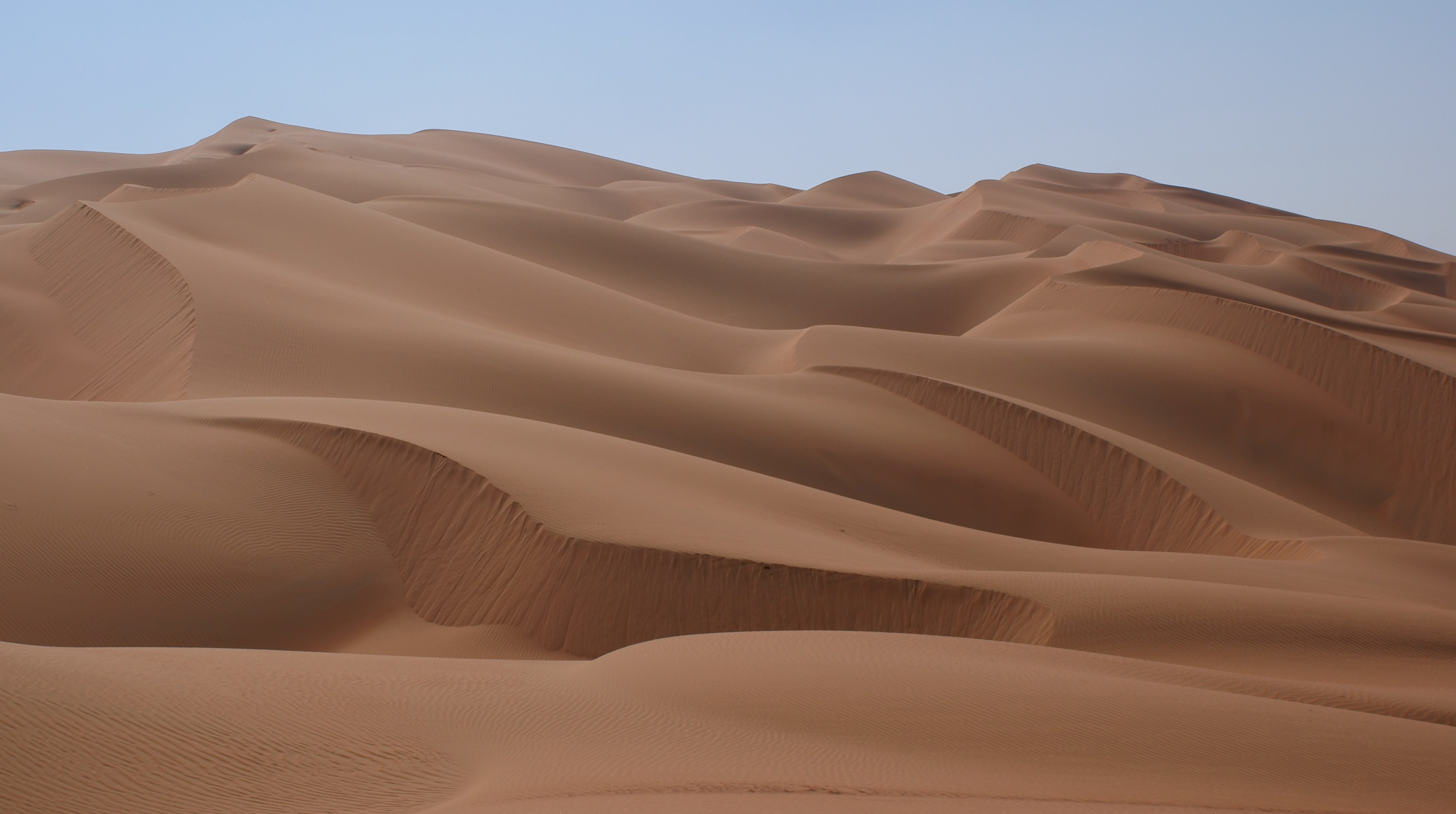
El desierto de Rub al-Jali.

Principalmente, el territorio está ocupado por desiertos, lo que ocasiona tormentas de arena con bastante frecuencia. Al norte, se encuentra el Desierto de Siria, el de Ad-Dahna y el de An-Nafud, y al sur el de Rub al-Jali. Toda la zona central del país está formada por una extensa meseta, que al sur de ella se encuentra el monte Sawda, en las cercanías de la ciudad de Abha, el cual es el punto más alto con más de 3000 metros de altitud. A partir de ahí, en la zona occidental, comienzan las montañas de Asir, donde se forma el relieve más abrupto del territorio. Ya en la zona cercana al mar Rojo y gracias a estas montañas, existen pequeñas zonas fértiles donde se cultivan dátiles principalmente.
Debido a que el país está casi dominado por este accidente geográfico, Arabia Saudita tiene grandes problemas en cuanto al agua del medio ambiente se refiere. Principalmente, estos problemas están marcados por la desertificación, el agotamiento de aguas subterráneas y la ausencia de masas permanentes de esta sustancia. Por ello, el gobierno se ha visto impulsado a construir varias instalaciones capaces de desalinizar y limpiar (por los derrames de petróleo) este recurso del mar para su consumo.

### Clima

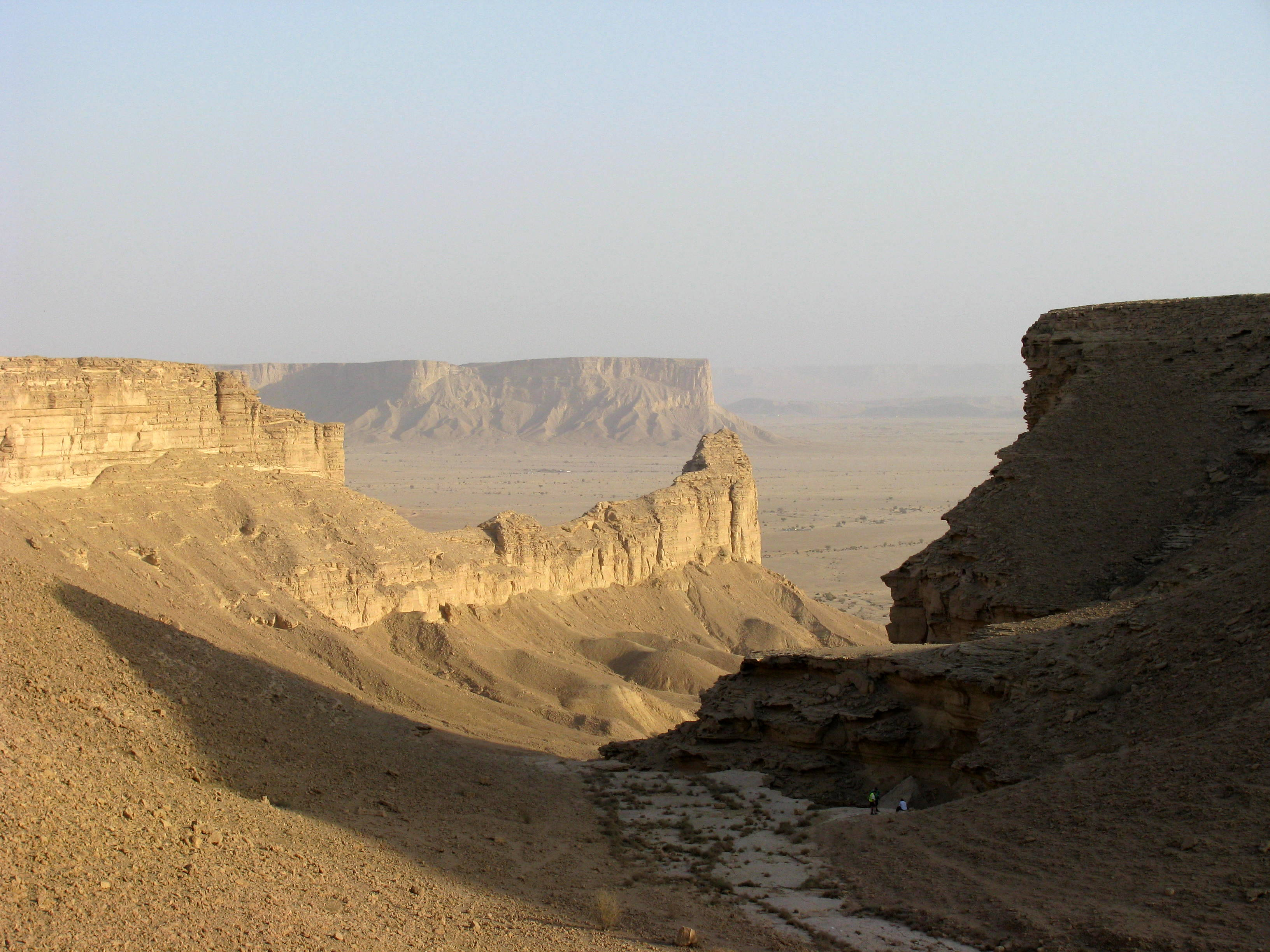
Camino de camellos en el desierto saudí

Con la excepción de la provincia de Asir, el país está caracterizado por su clima desértico, con temperaturas extremadamente calientes durante el día y bruscos descensos por la noche, además de sus precipitaciones prácticamente nulas. También, por la influencia del clima subtropical, existen algunas variaciones en estos valores. Estas diferencias se pueden notar según se esté en la costa (donde son más suaves) o en el interior (donde son más bruscas). Normalmente, las temperaturas máximas suelen ser en verano, y rondan los 45 °C, pero ha habido casos que han llegado hasta los 54 °C, y las mínimas suelen estar en los 29 °C de media, en las estaciones de otoño e invierno. En estas últimas, suelen llegar desde la zona del mar Mediterráneo pequeños ciclones que culminan en la zona septentrional del territorio, aunque algunas veces llegan hasta el este del país.
En cuanto a la zona de Asir, la temperatura es bastante suave durante todo el año, dando como promedio alrededor de los 20 °C. Las precipitaciones son excesivamente abundantes, a lo largo de los meses que hay entre octubre y marzo, por la influencia del clima monzónico que suele haber en muchos países con costa en el océano Índico. Estas precipitaciones dan más del 60% del total de todo el país, además de que gracias a esta zona sube la media de lluvia que es de unos 4 centímetros cada año.
| Parámetros climáticos promedio de Riad              | Parámetros climáticos promedio de Riad | Parámetros climáticos promedio de Riad | Parámetros climáticos promedio de Riad | Parámetros climáticos promedio de Riad | Parámetros climáticos promedio de Riad | Parámetros climáticos promedio de Riad | Parámetros climáticos promedio de Riad | Parámetros climáticos promedio de Riad | Parámetros climáticos promedio de Riad | Parámetros climáticos promedio de Riad | Parámetros climáticos promedio de Riad | Parámetros climáticos promedio de Riad | Parámetros climáticos promedio de Riad |
| Mes                                                 | Ene.                                   | Feb.                                   | Mar.                                   | Abr.                                   | May.                                   | Jun.                                   | Jul.                                   | Ago.                                   | Sep.                                   | Oct.                                   | Nov.                                   | Dic.                                   | Anual                                  |
| --------------------------------------------------- | -------------------------------------- | -------------------------------------- | -------------------------------------- | -------------------------------------- | -------------------------------------- | -------------------------------------- | -------------------------------------- | -------------------------------------- | -------------------------------------- | -------------------------------------- | -------------------------------------- | -------------------------------------- | -------------------------------------- |
| Temp. máx. abs. (°C)                                | 31.5                                   | 34.8                                   | 38.0                                   | 43.0                                   | 46.1                                   | 47.0                                   | 48.0                                   | 47.8                                   | 44.5                                   | 42.0                                   | 39.0                                   | 33.0                                   | 48.0                                   |
| Temp. máx. media (°C)                               | 20.1                                   | 23.0                                   | 27.6                                   | 34.0                                   | 40.6                                   | 42.7                                   | 43.4                                   | 43.2                                   | 41.3                                   | 37.1                                   | 28.6                                   | 21.0                                   | 33.1                                   |
| Temp. media (°C)                                    | 14.4                                   | 16.9                                   | 21.1                                   | 26.9                                   | 32.9                                   | 35.4                                   | 36.6                                   | 36.5                                   | 33.3                                   | 28.2                                   | 21.4                                   | 16.1                                   | 26.6                                   |
| Temp. mín. media (°C)                               | 6.9                                    | 9.0                                    | 15.0                                   | 21.3                                   | 26.7                                   | 28.6                                   | 31.1                                   | 29.5                                   | 26.7                                   | 22.9                                   | 14.3                                   | 8.4                                    | 19.9                                   |
| Temp. mín. abs. (°C)                                | -2.0                                   | 0.5                                    | 4.5                                    | 11.0                                   | 18.0                                   | 21.0                                   | 23.6                                   | 22.7                                   | 16.1                                   | 13.0                                   | 7.0                                    | 1.4                                    | -2.0                                   |
| Lluvias (mm)                                        | 11.7                                   | 10.5                                   | 24.7                                   | 23.3                                   | 2.6                                    | 0.0                                    | 0.0                                    | 0.0                                    | 0.0                                    | 0.7                                    | 6.9                                    | 13.0                                   | 94.6                                   |
| Días de precipitaciones (≥ 1 mm)                    | 5.8                                    | 4.8                                    | 9.8                                    | 9.0                                    | 3.5                                    | 0.0                                    | 0.0                                    | 0.0                                    | 0.0                                    | 1.2                                    | 3.4                                    | 6.3                                    | 45.2                                   |
| Humedad relativa (%)                                | 47                                     | 38                                     | 34                                     | 28                                     | 17                                     | 11                                     | 10                                     | 12                                     | 14                                     | 21                                     | 36                                     | 47                                     | 26                                     |
| Fuente: Ministerio de Medio Ambiente y Meteorología |                                        |                                        |                                        |                                        |                                        |                                        |                                        |                                        |                                        |                                        |                                        |                                        |                                        |

### Flora, fauna y medioambiente

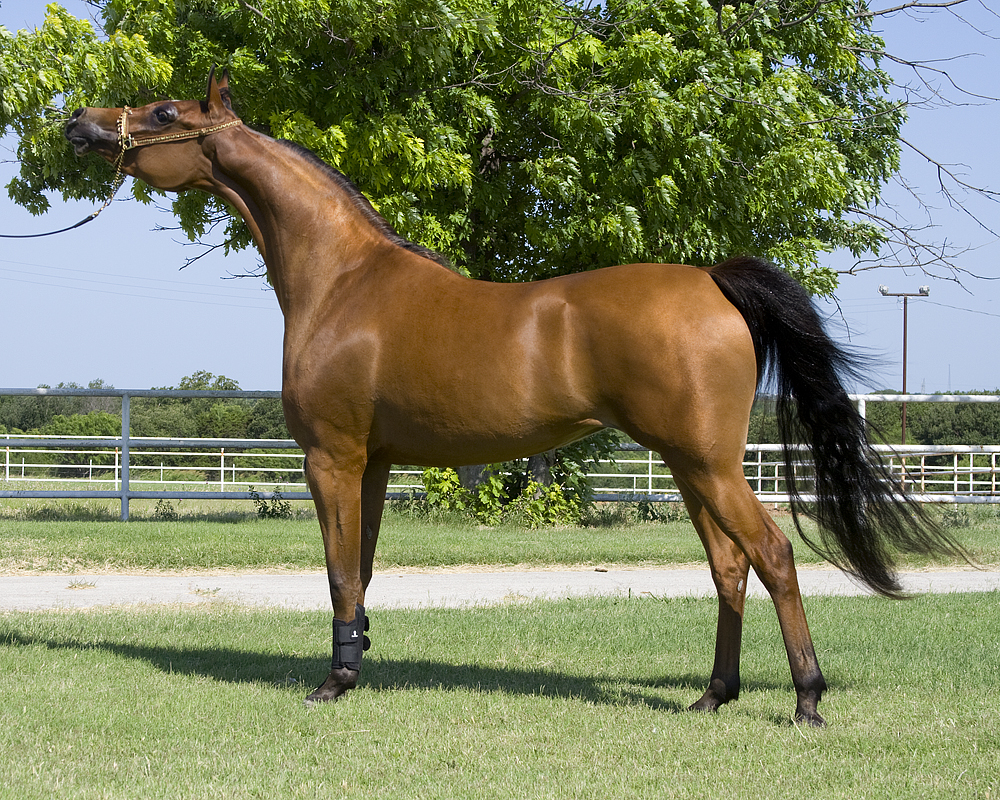
El caballo árabe, típico de la región, es una de las razas de caballo más admiradas del mundo.

A pesar de que el desierto es el bioma preponderante de la región, el territorio está dividido en seis ecorregiones: desierto y semidesierto del golfo Pérsico en la costa este, desierto costero nublado de la península arábiga en la mitad meridional de la costa del oeste, sabana de piedemonte del suroeste de Arabia en las áreas de altitud media en el suroeste, monte alto del suroeste de Arabia en las montañas del suroeste, desierto y semidesierto tropicales del mar Rojo en la mitad norte de la costa occidental y varias áreas del norte y el oeste y desierto y monte xerófilo de Arabia y el Sinaí en la zona restante del país. Las zonas protegidas del país ocupan el 10 % de la superficie total.
La flora saudita comprende 2281 especies de 853 géneros diferentes, entre ellos, nueve clases de gimnospermas y 27 de pteridófitas. Además, abundan alrededor de cincuenta especies de plantas semi o totalmente acuáticas. Las plantas principales son árboles (4,25 %), arbustos (24,73 %) y hierbas (71,02 %). Su endemismo es insignificante en comparación con otros países de la zona como Omán o Yemen, ya que solo hay unas 200 especies endémicas en su territorio, apenas el 2,5 % del total de su flora. Ejemplos de las especies más abundantes en el territorio son los árboles de incienso y mirra, así como las plantas de cafetos y qat. Los dátiles también cobran importancia en las zonas fértiles del sur.
Respecto a la fauna, el animal más distribuido es el camello, pero existen otros tipos, tales como el órice de Arabia, linces, zorros y gatos monteses. En la fauna aviar, los animales más característicos son las avutardas y los halcones. En menor medida, existen algunos peces en las zonas costeras, además de numerosos escorpiones, lagartos y serpientes distribuidos por todo el país. Mención aparte debe tener el caballo árabe, proveniente de esta zona, es uno de los caballos más reconocidos del mundo, debido a su energía, fuerza e inteligencia.

## Economía

Una representación proporcional de las exportaciones de Arabia Saudita, 2019

Debido a que es el mayor exportador de crudo del mundo, el mayor productor de los países de la OPEP y el líder de esta organización, la economía saudí trae alrededor del 45 % de su PIB nominal de este campo, lo que le hace la trigésimo sexto potencia económica mundial. Gracias a la demanda de este producto, en julio de 2012 la inflación estaba situada alrededor del 5 %, aunque su máximo esplendor fue en agosto de 2010 cuando alcanzó el 6 %.  Actualmente (2023), la Inflación anual del índice de precios al consumidor es de 2.3%. La balanza de pagos, alcanzó en 2023 los 34 070 463.58 millones de dólares. 

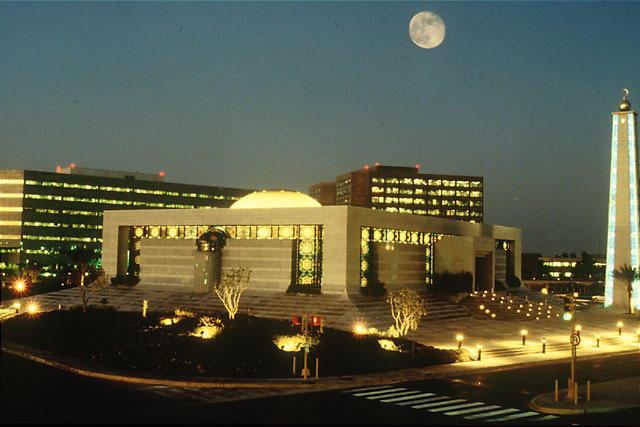
Edificio de la Saudi Aramco, la compañía nacional del petróleo de Arabia Saudita.

El Banco Central de Arabia Saudita, mantiene un estricto control sobre el sistema bancario nacional, el cual está compuesto por diez empresas bancarias nacionales y tres bancos bajo el control del Consejo de Cooperación del Golfo. La mayoría de ellos, forman alianzas con otros bancos del extranjero, con el fin de cooperar con la banca internacional.
Por otra parte, es el mayor mercado de Oriente Próximo y representa alrededor del 25 % del PIB gracias a la exportación de petróleo a varios mercados. La industria es muy importante también y las principales son las petroleras, las cementeras y las de fabricación de acero. La agricultura es muy pobre y se reduce al cultivo de dátiles y cereales principalmente, mientras que en la ganadería —que tampoco cobra gran importancia—, está dedicada a las aves de corral en su mayoría. Como promedio anual, se pescan más de 50 000 toneladas, y genera mucho empleo en las regiones costeras, mientras que la principal captura es el camarón, que abunda en el Golfo Pérsico. Esto demuestra que el sector secundario y servicios son los más abundantes, y el primario cobra menor importancia.

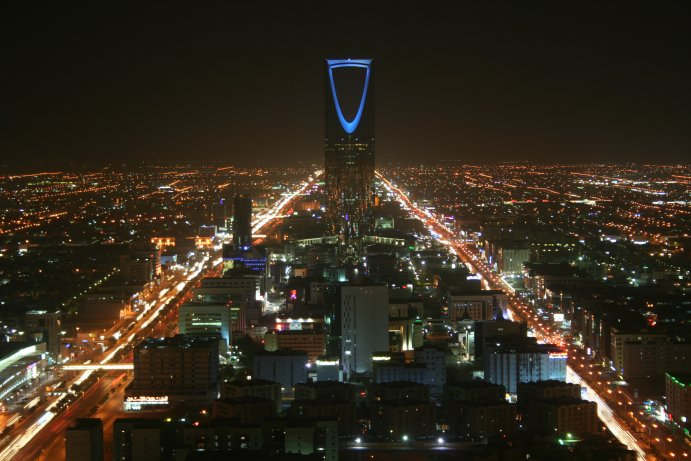
Riad, además de ser la capital, es el principal corazón económico de Arabia Saudita.

Cada año el país se abre más al turismo, debido a que podría atraer a un buen número de viajeros gracias a sus dos lugares culturales que tiene declarados como Patrimonio de la Humanidad. Hasta entonces, el país solo daba permiso de entrada a viajes de negocios, a personas que tenían que visitar familiares y, con otro visado diferente, a los peregrinos que viajan a La Meca y Medina. De media, entran alrededor de once millones de personas cada año, y más de cuatro millones de pasajeros anuales visitan el extranjero, lo que genera alrededor de 18 000 millones de dólares. Además, como miembro del G-20, participó en una reunión oficial de esta organización y se concluyó que era una «alternativa para la generación de empleo».

## Infraestructura

### Energía

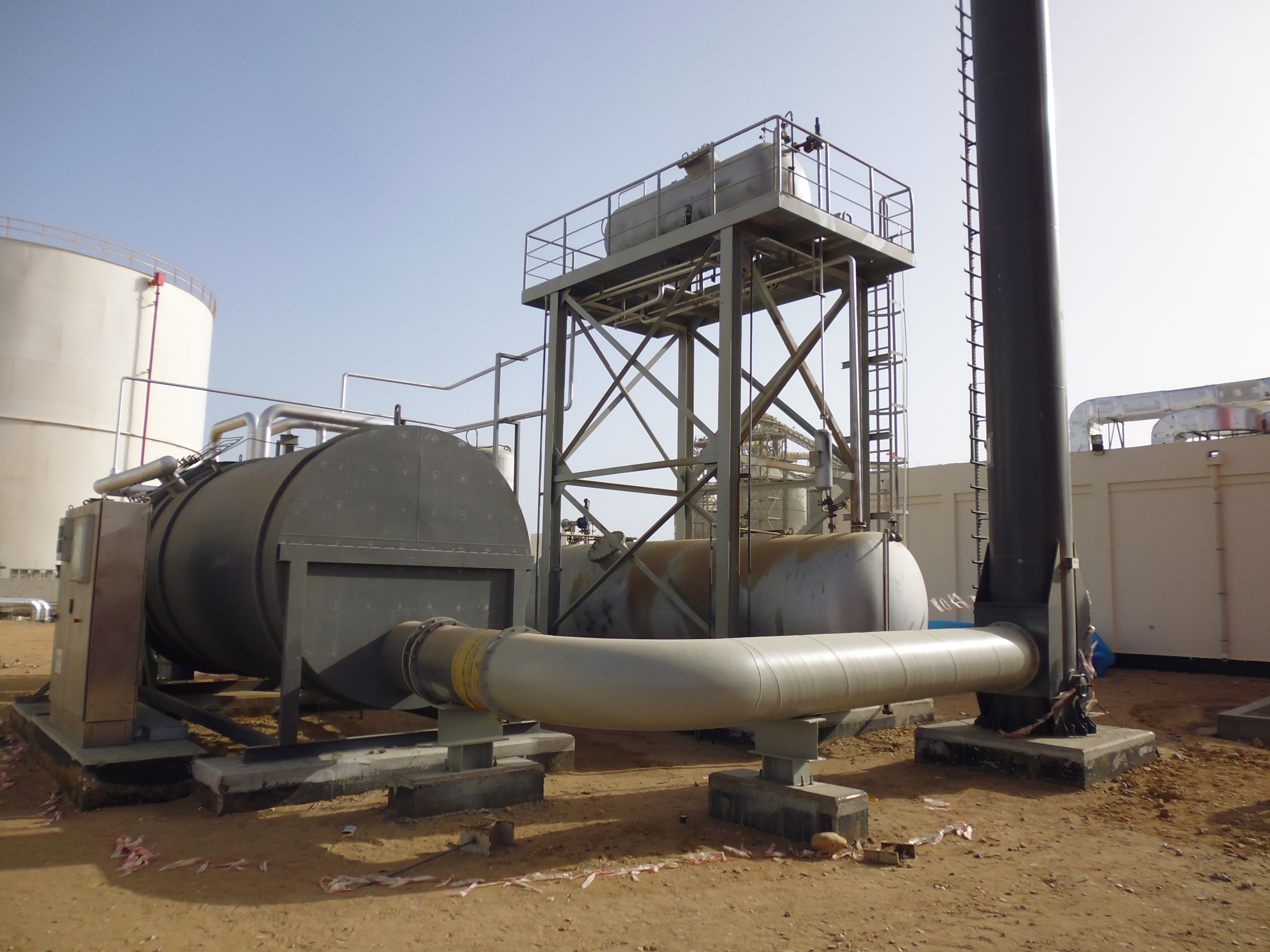
Una prospección petrolífera en Arabia Saudí

Evolución del balance petrolero de Arabia Saudita

Arabia Saudita, capaz de extraer de su subsuelo más de diez millones de barriles de petróleo al día, es el mayor productor de esta fuente de energía del mundo. De estos, más de dos millones y medio los consume él, y el resto los exporta, lo que le convierte también en el mayor exportador. Debido a que el petróleo en el país está previsto que se agote en 2030 por el abuso del mismo tanto en el consumo como en la exportación, el gobierno empieza a plantearse a comenzar a usar con mayor frecuencia la electricidad. Por ello, en 2009, ya produjo unos 195 000 millones de kWh, de los cuales consumía 175, localizándose en el puesto veinte en los respectivos rankings.
Otra fuente de energía abundante es el gas natural, de la que tiene unas reservas de más de ochenta y tres mil millones de metros cúbicos, lo que le hace el undécimo mayor poseedor y el noveno consumidor de ella. También cabe destacar que el gobierno no permite la exportación de esta fuente, por lo que toda su producción es consumida por sus habitantes. Con la excepción de la zona de Asir, la permanencia de cuerpos de agua es prácticamente inexistente, por lo que la energía hidráulica está desaparecida. La alta temperatura de la zona y la radiación del sol, hacen que en el futuro sea la forma de conseguir ingresos.

### Transportes

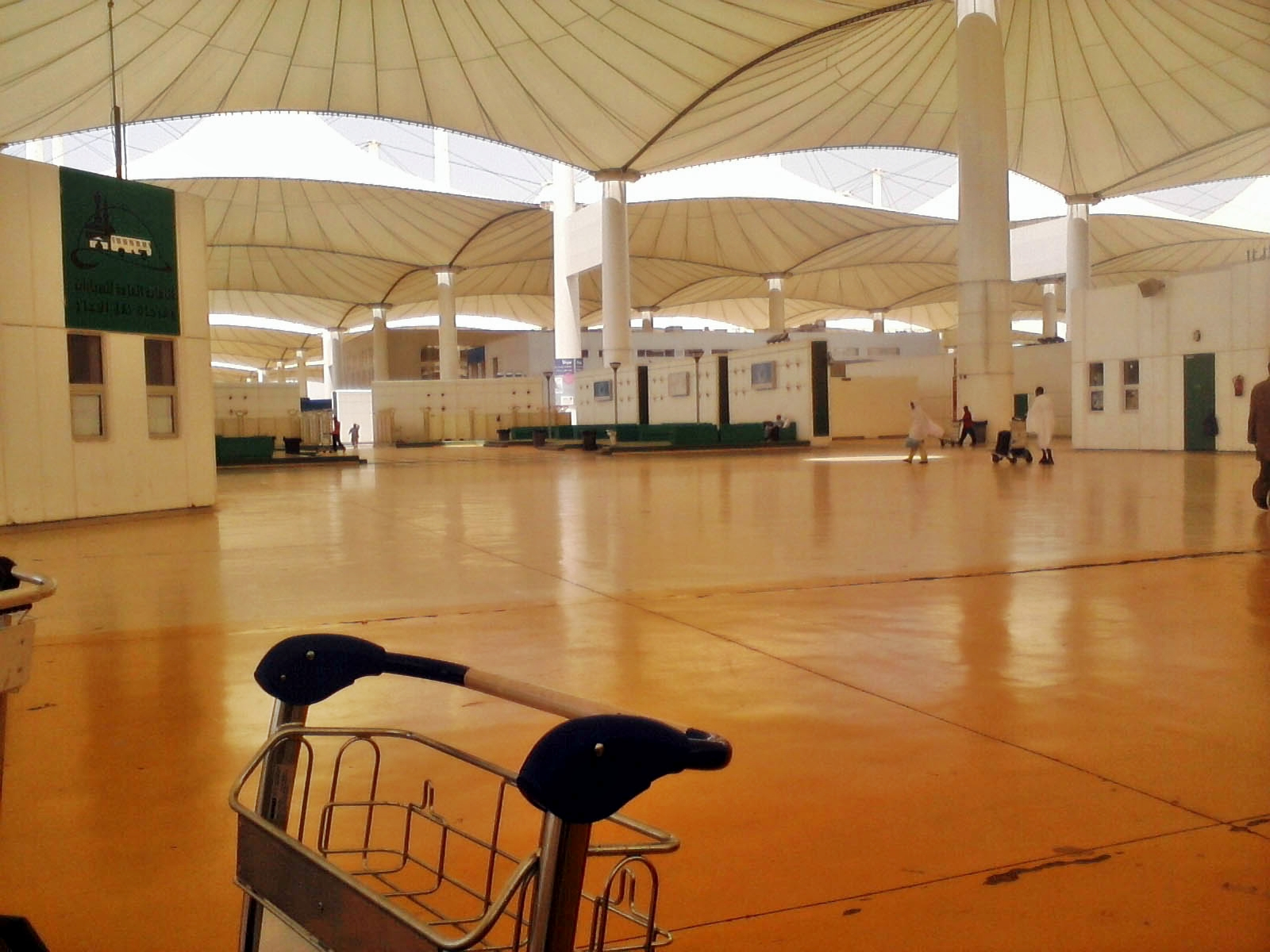
El aeropuerto Internacional Rey Abdulaziz es el principal aeropuerto del país.

Las red de carreteras saudíes forman una longitud de 221 372 km, de los cuales, solo 47 529 están pavimentados, a pesar de que el automóvil es el medio de transporte más utilizado. La red ferroviaria tiene una longitud de 1378 km y sirve solo para conectar la capital y las localidades principales entre sí. El 11 de octubre de 2018 entró en funcionamiento la primera línea de alta velocidad (Haramain High Speed Rail - HHR) de 452.9 km; y une las ciudades de La Meca, Jeddah, KAEC (King Abdullah Economic City) y Medina. Por otra parte, cuenta con cuatro puertos situados en las ciudades de Dammam, Jaubayl, Yanbu al Bahr y Yida, y diez helipuertos.
También, cuenta con un total de 216 aeropuertos, a pesar de que solo ochenta tienen las pistas asfaltadas. Por ello, es el vigésimo séptimo país con más aeropuertos del planeta. Los más importantes son el Aeropuerto Internacional Rey Abdulaziz en Yida —más de diecisiete millones de pasajeros al año— y el Aeropuerto Internacional Rey Khalid en Riad —más de trece millones—. Saudia, principal aerolínea del país, opera desde estos aeropuertos a los principales puntos nacionales e internacionales de África, Asia y Europa, y Nueva York y Washington D.C en Estados Unidos.
Aeropuerto Internacional del Mar Rojo (RSI, por sus siglas en inglés)
Terminal aérea ubicada en la costa oeste de Arabia Saudita, concebida para ofrecer una experiencia de lujo y eficiencia, con un enfoque integral en la sostenibilidad ambiental. Su diseño arquitectónico, inspirado en el desierto, fue desarrollado por el estudio británico Foster + Partners, y aprovecha la ventilación natural y las zonas de sombra para reducir el uso de sistemas de climatización. Una vez finalizado en su totalidad, el aeropuerto será carbono neutral y funcionará con energía 100 % renovable. También incorpora tecnología para una experiencia fluida, como el manejo inteligente y sin contacto de equipaje. 
Aeropuerto Internacional Rey Fahd (KFIA, por sus siglas en inglés)
Aeropuerto situado al noroeste de la ciudad de Dammam, en Arabia Saudita, es reconocido como el aeropuerto con la mayor extensión territorial del mundo. Su superficie total alcanza los 776 km², superando incluso el tamaño de varias ciudades de Europa y Medio Oriente. Este aeropuerto constituye un importante centro de conexión aérea en la región, con vuelos regulares a destinos en Europa, Asia y Oriente Medio. Su terminal de pasajeros, con 327 000 m² distribuidos en seis niveles, incluye cuatro niveles destinados al tránsito de pasajeros y dos para operaciones y servicios. También alberga zonas comerciales, restaurantes, bancos, estacionamiento, un hotel de cinco estrellas y un área libre de impuestos. Dentro del complejo se encuentra además la Royal Terminal, utilizada exclusivamente por miembros de la familia real saudita y jefes de Estado. El aeropuerto también incluye una mezquita de estilo islámico moderno, con capacidad para 2 000 fieles, rodeada de jardines. 
Aeropuerto Internacional Rey Salman
Proyecto aeroportuario ubicado en la ciudad de Riad, Arabia Saudita; anunciado en noviembre de 2022, forma parte de los planes estratégicos del país en el marco de la iniciativa Visión 2030, cuyo objetivo es diversificar la economía nacional y consolidar a Arabia Saudita como un centro global de comercio, logística y turismo. Diseñado con criterios de sostenibilidad, se prevé que el complejo obtenga la certificación LEED Platinum, integrando tecnologías limpias y operando con energía renovable. Además, será desarrollado por el Fondo de Inversión Pública (PIF), en conjunto con empresas del sector aeronáutico y logístico. Se estima que el proyecto generará alrededor de 103 000 empleos directos e indirectos, y contribuirá con aproximadamente 27 000 millones de riyales saudíes (equivalentes a unos 7.18 mil millones de dólares) anualmente al producto interno bruto no petrolero del país.

### Medios de comunicación
Las telecomunicaciones en el país son reguladas por la respectiva ley promulgada en 2001, y restringe la publicación en Internet que injurie cualquier forma política y religiosa, y el incumplimiento de ello puede ser castigado hasta con la pena de muerte. Por ello, existen muy pocas cadenas de televisión y radio en el país. Concretamente, apenas hay unas quince del primer medio y un par de la segunda forma de difusión. Algunos diarios de Arabia Saudita son Al Riyadh, Al Watan, Al Jazirah, Al Yaum, Okaz y Arab News.
Las líneas telefónicas ascienden a más de cuatro millones, mientras que las líneas celulares llegan a casi 52 millones, por lo que se localiza en el puesto 39, y en el 24, en los rankings respectivos. Su prefijo de llamada es el 966. En cuanto a las estadísticas sobre Internet, existen más de 147 000 servidores y sirven para colocar sitios para que los lean los casi 10 millones de usuarios, así que, se localiza respectivamente en los puestos 77 y 30. El código que se usa para las páginas web locales es .sa para teclados con el alfabeto internacional y سعودية. para los teclados con las letras en árabe.

## Demografía

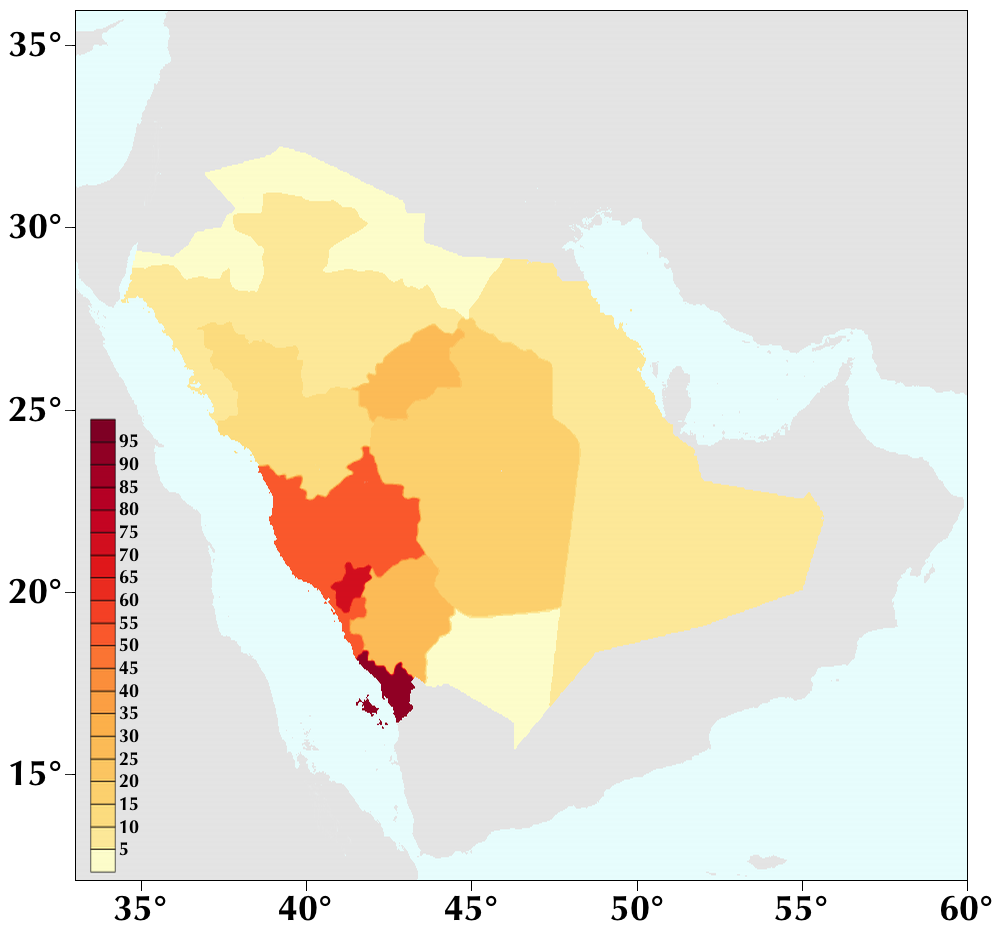
Densidad de población de Arabia Saudita en 2010.

De los 33,960,000 habitantes que componían la población del país en 2024 y densidad de población  15.8  habitantes por kilómetro cuadrado; el 90% es de etnia árabe y el 10% restante está compuesto por la afroasiática. La estructura de edad estaba distribuida en un 29,4 % de la población era menor de 15 años, un 67,6% entre 16 y 64, y un 3 % superaban los 65 años. Más del 50 % de los habitantes son hombres, por lo que el índice de masculinidad se sitúa en 1,23 hombres por cada mujer, mientras que la densidad de población estaba algo por encima de los 13 habitantes por kilómetro cuadrado. Con la excepción de la población extranjera residente, la única lengua hablada es el árabe, que además es el idioma oficial. La población ha ido creciendo significativamente desde el año 2006 —que había 27 019 731 habitantes—, por lo que su tasa de crecimiento está situada alrededor del 3 %. Por lo general, la población está concentrada casi en su totalidad en las ciudades costeras y en la capital, demostrando que la tasa de urbanismo está en un 82 % y durante el período que hay entre 2011 y 2015 experimentará un cambio de algo más del 2 %.
Aproximadamente 19.6 millones son ciudadanos saudíes y 15.7 millones residentes no. Esto representa una proporción del 55.6 % de saudíes frente al 44.4 % de extranjeros.
En 2024, el 33.5 % de los ciudadanos saudíes se encuentra en el grupo de edad de 0 a 14 años, el 62.7 % en el grupo de 15 a 64 años, y el 3.8 % en el grupo de 65 años o más. En cuanto a los no saudíes, el 8.6 % pertenece al grupo de 0 a 14 años, el 89.9 % se encuentra en el grupo de 15 a 64 años, y el 1.6 % corresponde al grupo de 65 años o más.
Para el año 2023, el porcentaje de la población urbana fue del 85%, con una tasa de Crecimiento de la población urbana anual, del 3.6%.

### Educación
En 2020, la Tasa de Alfabetización de adultos fue del 98%. La mayor parte de la educación superior es auspiciada por el gobierno. Durante la fundación del reino en 1932, la educación no era accesible para cualquiera y solo se limitaba a enseñar las principales materias en determinados lugares religiosos y mezquitas. Esto con el paso del tiempo ha ido mejorando hasta alcanzar el grado de hoy. Uno de los objetivos más importantes es que el alumno consiga memorizar y recitar las partes más importantes del Corán (denominado como «Tafsir»). Otro tema importante es el caso de la sexualidad, ya que hay unas clases para los hombres y otras diferentes para las mujeres.
La educación de la persona empieza en preescolar, y es de carácter voluntario y no oficial, donde el joven estudiante aprende los principales temas como leer y escribir. Al terminar, comienza la educación primaria, que dura hasta los 12 años y es donde el alumno comienza el aprendizaje a las materias importantes y al final se examina de toda la fase para obtener el certificado correspondiente. A continuación llega la fase de secundaria, cuya duración es de tres años, y es donde se dividen las materias en científicas y en literarias; al final de la etapa se realiza otro examen donde se consigue el título de graduado en secundaria. Al terminar este ciclo, comienzan las universidades.

### Salud
La esperanza de vida está situada en los 74,8 años, la de los hombres en los 73,5, y la de las mujeres en los 76,5. La tasa de mortalidad fue de 12 muertes por cada 100.000 nacidos vivos en 2016, y la de natalidad fue, en 2012, de 22 nacimientos por cada 1000 personas.
Estas tasas han ido mejorando desde hace décadas, como las tasa de fertilidad es de 2.1%, gracias a que el gobierno invierte en este ámbito el 5 % de su PIB, mientras que cada habitante se gasta alrededor de 1150 dólares al año. La obesidad es bastante alta, ya que en los hombres están en el 29,9 % y en las mujeres está en el 43,5 % y, sobre los fumadores, el 24 % de la población masculina consume tabaco, pero en el caso de la mujer, apenas es del uno por ciento. Además, tiene unos trescientos hospitales con una de las mejores infraestructuras sanitarias del planeta. Existe riesgo de paludismo, principalmente de septiembre a enero, y predominantemente por P. falciparum, incluidos focos a lo largo de la frontera sur (con Yemen), excepto en zonas de mayor altitud de la provincia de Asir. No hay riesgo en la Meca ni en Medina. Por otra parte, por cada 1000 habitantes había 2,6 médicos y 2,1 camas de hospitales.

### Religión
Arabia Saudita es el país más restrictivo del planeta en cuanto a lo que se refiere a la libertad religiosa. La mayoría pertenece al islam (el culto oficial y único permitido), y se subdivide en suníes mayoritariamente, islam suní wahabista, y pequeñas poblaciones donde son chiíes. A pesar de que viven unos 500.000 cristianos en la zona, es el único país que, hasta 2013, no había mantenido ningún tipo de relación con la Santa Sede. A los no musulmanes no se les permite practicar su fe ni en la intimidad de su hogar. A pesar de eso, un estudio publicado en 2015 por Patrick Johnstone y Duane Alexander Miller estima que en el 2012 había 60.000 creyentes en Cristo de un fondo musulmán.
Para asegurarse que la población cumpla estas normas, existe la denominada policía religiosa (denominada localmente como «Mutawa»), que ha recibido numerosas críticas internacionales por la presión que realiza en muchos casos en este ámbito. También cabe destacar que en el país se albergan las ciudades santas de La Meca y Medina, que atraen a millones de musulmanes de todo el mundo en peregrinación cada año. Debido a que cada año crece más el número, el gobierno ha ido haciendo obras para mejorar sus respectivas infraestructuras y así ser capaz de atraer a más peregrinos. A estas ciudades no les está permitido entrar a los no musulmanes, y de hecho, en los límites de dichas localidades existen controles para asegurarse de que se cumplen estos criterios.
Debido a la restrictiva y rigurosa aplicación de la ley islámica, tanto para musulmanes como para no musulmanes, no está permitido consumir alcohol ni cerdo en el país, puesto que son alimentos prohibidos en el islam. En cuanto al Ramadán, independientemente de la religión a la que se pertenezca, no está permitido comer en público en esa temporada; hacerlo está penado con cárcel para los nacionalizados y la expulsión inmediata del país para los residentes extranjeros, tal y como está descrito en la «Sharia».

## Cultura
La cultura de Arabia Saudita es conocida en todo el mundo debido a sus peculiares características y a la gran cantidad de exposiciones sobre ella que se han hecho en muchos países. Esta está inspirada en torno al islam, su religión oficial, aunque tiene su origen antes del surgimiento de este en la península. Uno de los más antiguos conceptos de ella fue su literatura, porque su primera forma literaria que apareció fue la poesía en la época preislámica, y esta se transmitía de forma oral entre los beduinos de los desiertos. Hasta el siglo XX, era de inspiración clásica y de tradición wahabbita. La música tiene mucho que ver con la poesía, ya que el canto se dedicaba a ello. Ya entre los siglos VIII y XIII, se fue elaborando en las grandes ciudades y se fue influyendo por el folclore griego. La vestimenta tradicional consta de túnicas que cubren todo el cuerpo, así como el nicab que es una pieza de tela que le cubre la cabeza salvo en los ojos, para las mujeres.
Las mujeres tenían prohibido conducir hasta 2017.

### Ciencia, tecnología y cinematografía

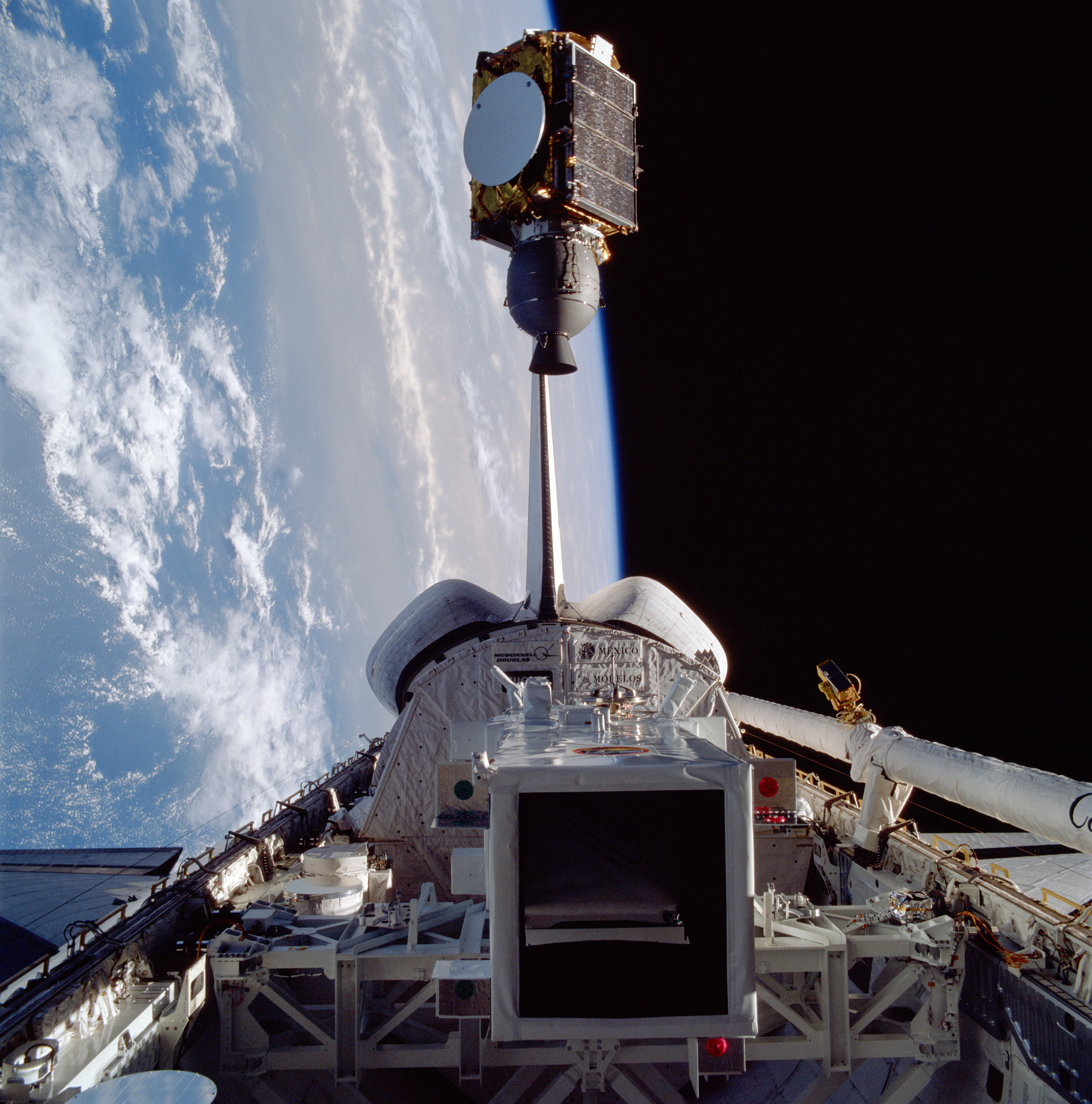
Vista de una parte del Arabsat, el primer y único satélite que tiene el país.

Arabia Saudita tiene infinidad de instituciones sobre la tecnología y la ciencia, que normalmente suelen estar en las universidades e institutos, además de los laboratorios para los empleados científicos. El sistema nacional de innovación ha ido evolucionando de manera rápida desde 1998, cuando tenía 110 patentes hasta 2010, fecha donde ha conseguido las 443 patentes. Según el Índice mundial de innovación, a cargo de la Organización Mundial de la Propiedad Intelectual, en 2022, Arabia Saudita se ubicó en lugar 51 en innovación entre 132 países del mundo;mientras que en 2023, ocupó el lugar 48 y el 47 en 2024. En los últimos años, científicos locales han estudiado grandes avances para la biotecnología, como la construcción de generadores o pilas a base de frutas. Además, muchas empresas nacionales han invertido gran cantidad de dinero en plantas químicas del extranjero, con el fin de la obtención de sus recursos sin costes de importación.
Las tecnologías saudíes han experimentado un rápido crecimiento en los últimos años. El mercado del mundo informático saudita es similar al de Argentina o al de los vecinos Emiratos Árabes Unidos, ya que cada año gasta de media en este sector unos 3.800 millones de dólares. Saudi Aramco, la compañía nacional del petróleo, firmó un acuerdo de cooperación con el Instituto Tecnológico de Massachusetts y de inmediato se convirtió en un miembro fundador de la iniciativa energética de esta institución. La firma de este acuerdo de relación tiene el fin de trabajar conjuntamente entre ambas instituciones para conseguir mayores avances tecnológicos y crear asociaciones a nivel mundial que fomenten la investigación. Actualmente, solo tiene un satélite propio: el Arabsat y sirve para la transmisión sobre las previsiones del tiempo, no solo a nivel nacional sino también para los pequeños países del mundo árabe, con la excepción de Siria que cortó la transmisión a sus cadenas de televisión gubernamentales, a petición de la Liga Árabe.
La cultura cinematográfica está prohibida desde hace más de 30 años. No obstante, sí están permitidas algunas proyecciones que cumplan las leyes del islam, que tras esto se estudia la posibilidad de la apertura total del cine en todo el país. Eso sí, existen representaciones teatrales sobre cualquier tema, con la excepción de la pornografía, y este está abierto a todos los públicos.

### Gastronomía

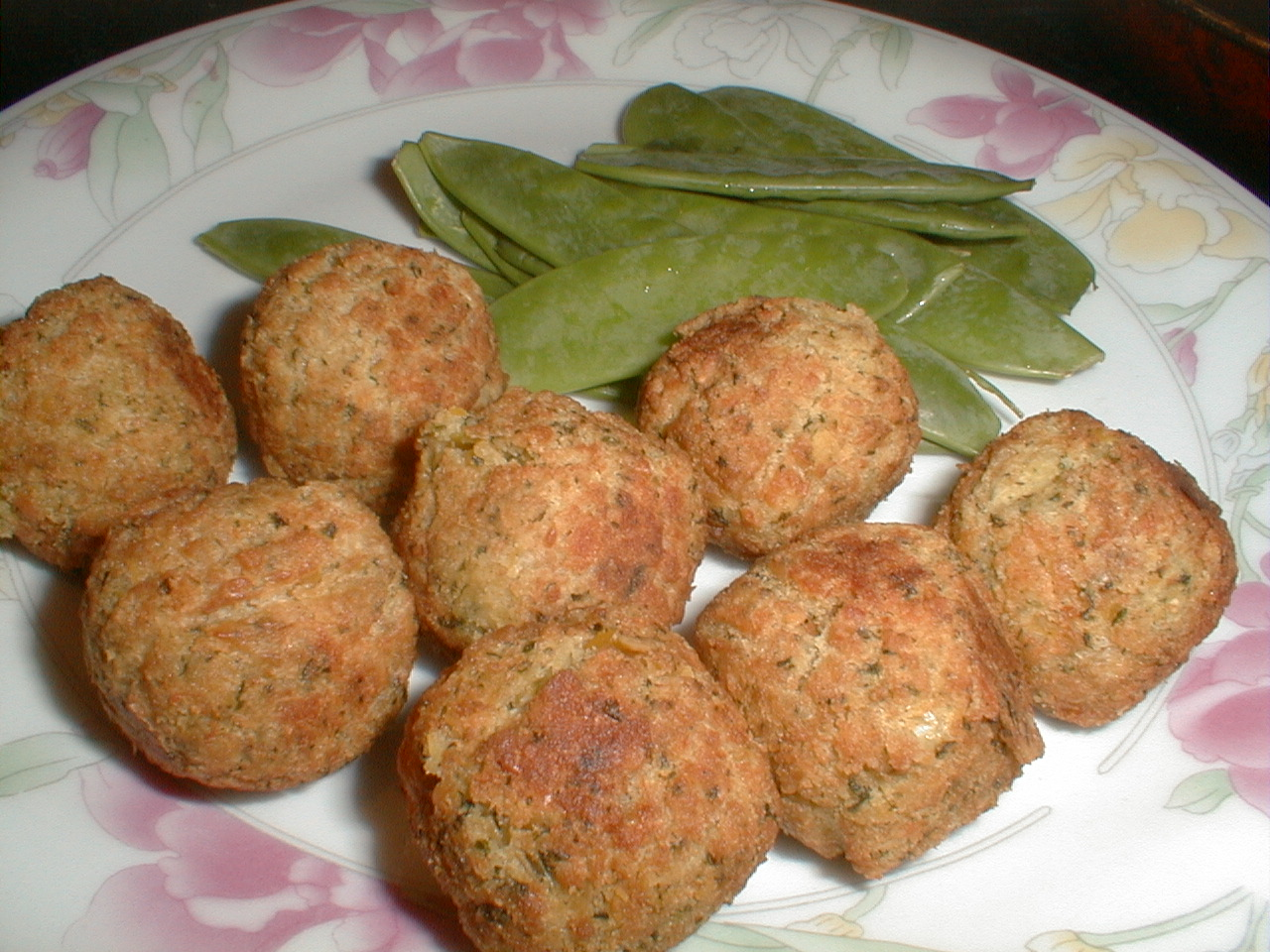
Un plato de faláfel, elemento típico de la gastronomía saudita.

El plato más consumido es el cordero, y suele estar acompañado de hierbas aromáticas u hortalizas. En el primer plato, generalmente, los protagonistas son las sopas y los purés. Como bebida para acompañar suele beberse un zumo de frutas o simplemente agua, mientras que al finalizar el plato principal o en reuniones familiares se suele beber té. Por prohibiciones del Corán, el consumo de cerdo, así como la bebida de cualquier líquido que contenga alcohol, está prohibido independientemente de la religión a la que se pertenezca y se aplica estrictamente en todo el territorio nacional.
Uno de los platos más típicos de Arabia Saudita es el faláfel, que consiste en unas croquetas hechas con judías y garbanzos. El pan tradicional muy utilizado en casi todas las gastronomías musulmanas (denominado khubz) y está hecho de harina, agua, sal, azúcar y levadura. Sirve como acompañamiento en las principales comidas del día. En cuanto a los postres, los más consumidos son los yogures y los cafés, que se suelen tomar descafeinados y se beben a una temperatura muy alta.

### Arte

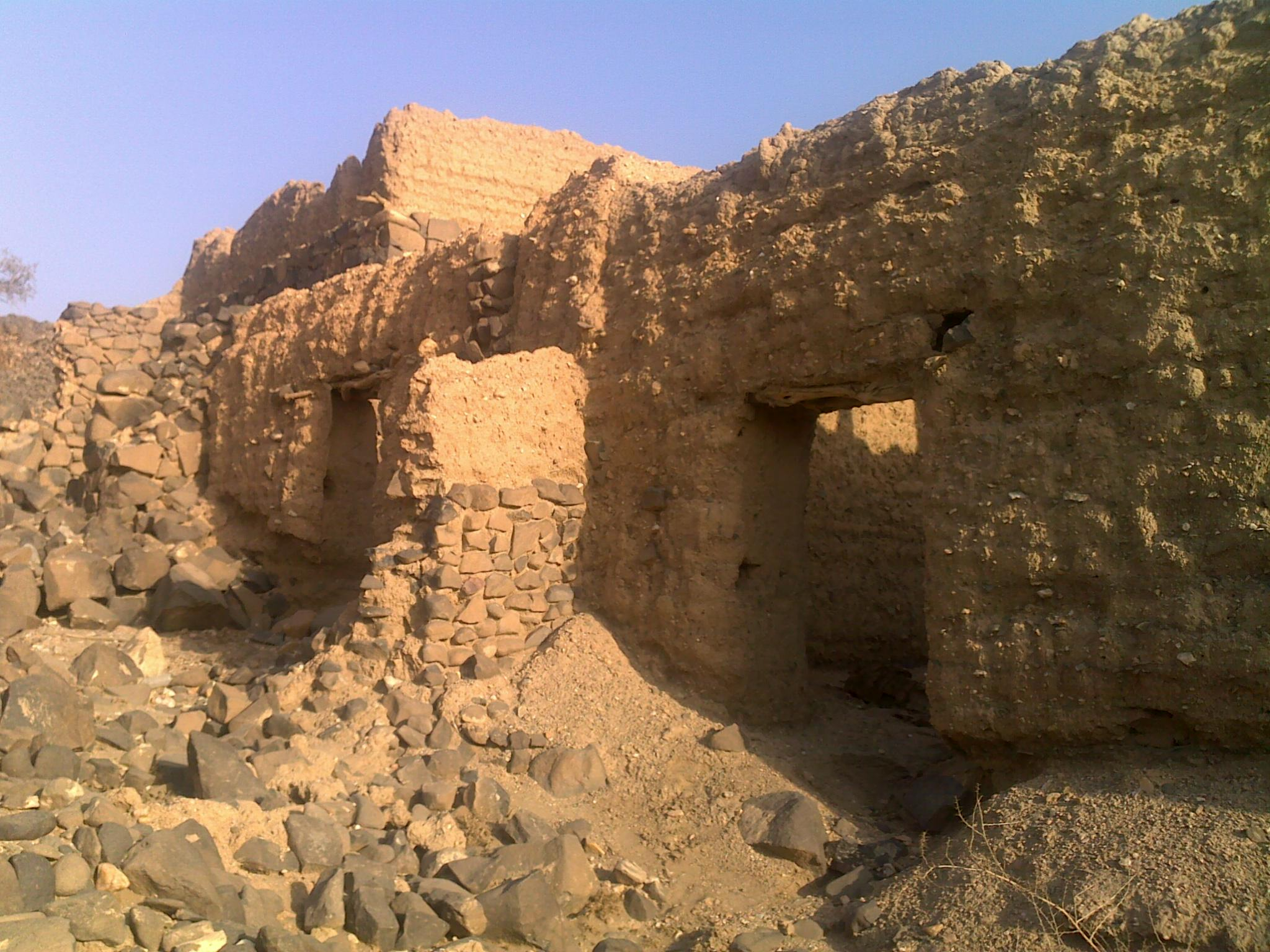
Vista de las ruinas de un antiguo castillo cerca de La Meca.

Los principales lugares para ver manifestaciones del arte local, son los museos, especialmente el museo nacional en Riad, y el de arte contemporáneo en Yida. La arquitectura antigua estaba construida con piedra caliza en las zonas costeras y con arcilla en las zonas interiores, así como el uso de madera para la realización de los pilares y las vigas. Actualmente, las grandes ciudades poseen altos y modernos rascacielos, siendo el más importante el Kingdom Centre situado en su capital, pero el gobierno ha aprobado un nuevo proyecto para construir en Yida, uno de 1,6 kilómetros, lo que le convertiría en el más alto del mundo.
Los beduinos fueron los que trajeron la artesanía nacional, ya que su constante vida nómada le obligaban a tejer prendas gruesas para vestir y decorar sus medios de transporte. También tallaban mucho el metal para la realización de joyas y las vendían en los pequeños poblados del desierto. También hacían amuletos de plata y decoraban con piedras sus vestidos, así como el tallado de la madera para la fabricación de muebles. En los últimos tiempos la pintura cada vez se pone más de moda, desde que sus principales manifestaciones que eran el paisaje arenoso hasta nuestros días, donde se puede ver a muchas personas por la calle pintando sus expresivas ideas.

### Festividades
| Fecha (año 2012) | Nombre en español  | Nombre en árabe |
| ---------------- | ------------------ | --------------- |
| 18 de agosto     | Final del Ramadán  | عيد الفطر       |
| 23 de septiembre | Día Nacional       | توحيد المملكة   |
| 24 de octubre    | Fiesta del cordero | عيد الأضحى      |

## Deportes

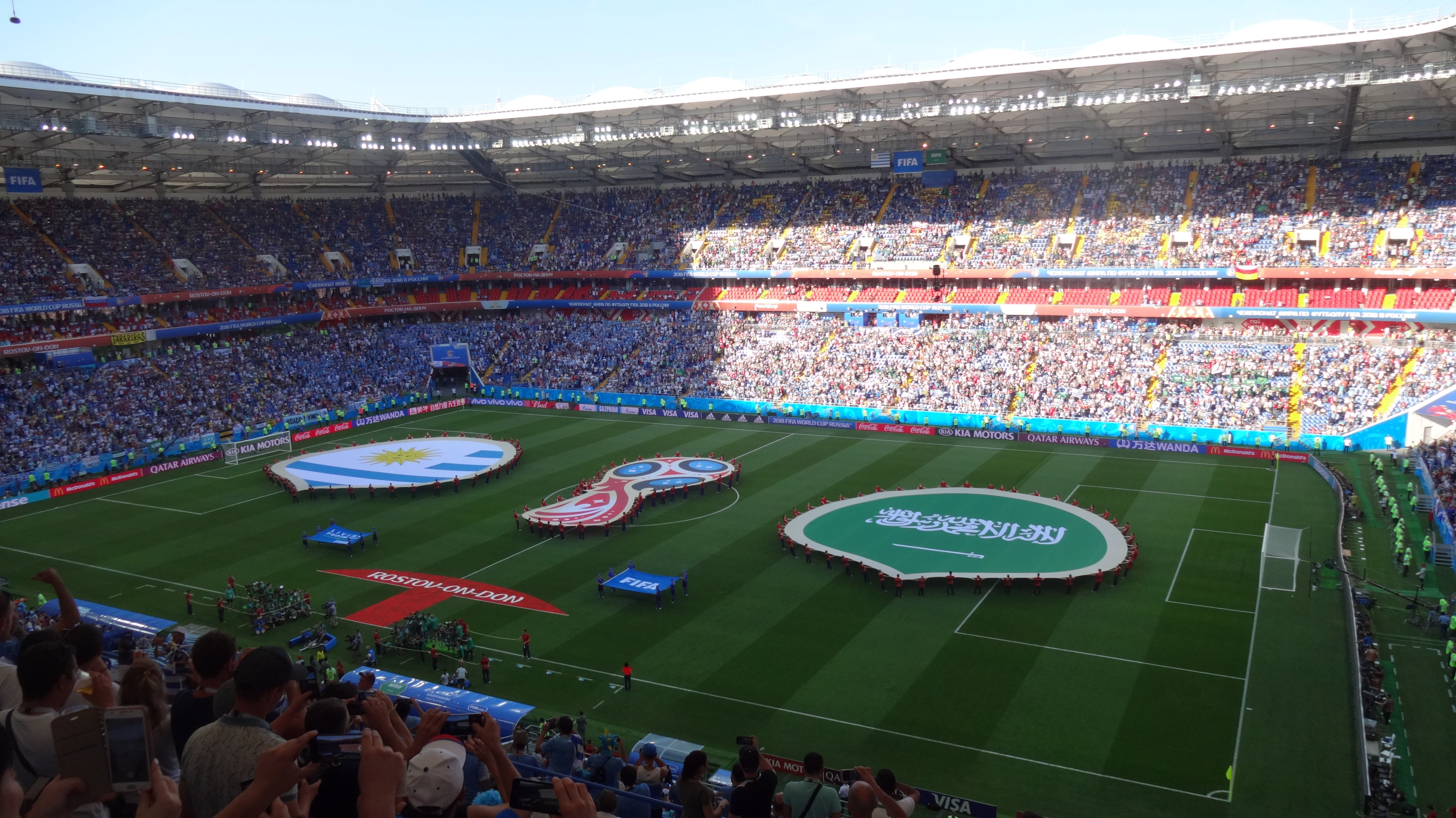
Partido Uruguay - Arabia Saudita en la Copa Mundial de Fútbol de 2018 en Rusia

Los deportes más populares son el fútbol, el buceo, el windsurf y la vela. El más destacado de estos es el fútbol, ya que cuenta con más de 150 clubes oficiales, una de las selecciones más poderosas de Oriente Próximo y la 108 más importante del mundo, a fecha de junio de 2013. Otro de los deportes que cobran también bastante aceptación son las carreras de camellos, que se practican especialmente en los festivales culturales locales y han sido declaradas como «una oportunidad para alentar la unidad nacional». A pesar de que lentamente mejora, las mujeres y niñas tienen prohibido por ley practicar ejercicios deportivos, aunque ya empiezan a enviar féminas a competiciones internacionales.
Arabia Saudita lleva participando de manera continua en los Juegos Olímpicos desde el año 1972, celebrados en la ciudad alemana de Múnich, con la excepción de los de 1980, celebrados en la capital rusa. Pese a todo, solo ha conseguido ganar una medalla de plata y dos de bronce, en los juegos de Sídney en el año 2000 y en los de Londres preparados en el año 2012.
En cuanto a deportes de motor, uno de sus representantes más destacados es el piloto de rally Yazeed Al-Rajhi. Reema Juffali es la primera mujer piloto, la cual comenzó a competir tras la derogación de la ley que prohibía a las mujeres conducir automóviles. Desde 2020 se lleva a cabo en este país el Rally Dakar y desde 2021 se realiza el Gran Premio de Arabia Saudita de Fórmula 1 en Yeda.
Arabia Saudita está compitiendo actualmente por la Copa Asiática 2027 contra India, Irán y Catar.
Riad oferta para los Juegos Asiáticos de 2030 contra Doha capital de Catar. El 16 de diciembre de 2020, Doha recibió los juegos mientras que Riad fue seleccionado para albergar los Juegos Asiáticos 2034.
El 2 de noviembre de 2023, el presidente de la FIFA, Gianni Infantino, anunció que Arabia Saudita fue seleccionado como país anfitrión de la Copa Mundial de Fútbol de 2034, tras ser la única nación que presentó una candidatura a tiempo para la fecha límite del 31 de octubre de 2023, por lo que se convirtió en el cuarto país asiático que acoge la justa mundialista, y el segundo del mundo árabe después de Catar 2022.